# Cmentarz żydowski w Bielsku-Białej

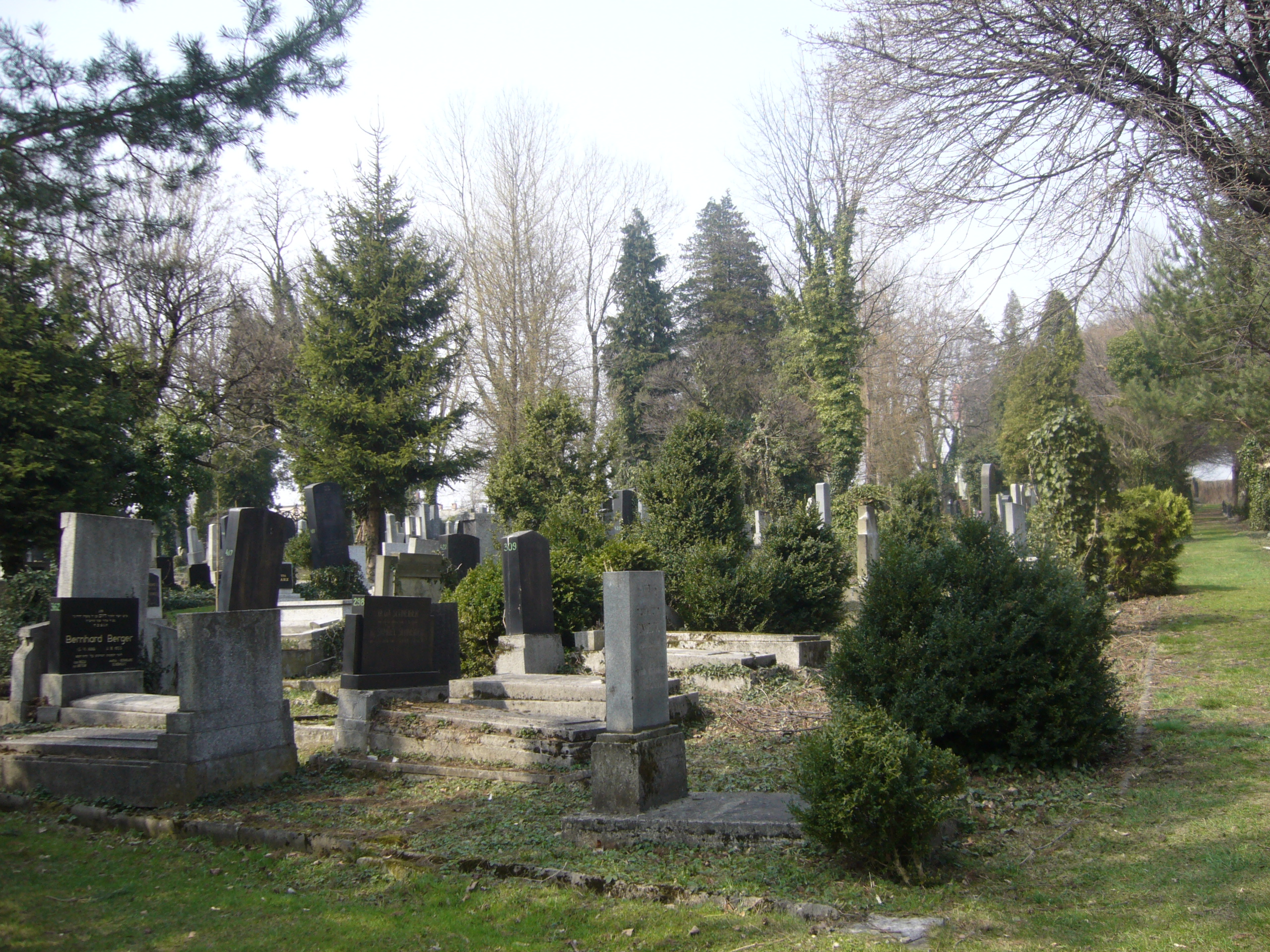
Widok ogólny najlepiej zachowanego sektora A

Cmentarz żydowski w Bielsku-Białej – czynny cmentarz żydowski znajdujący się w Bielsku-Białej, w dzielnicy Aleksandrowice, przy ul. Cieszyńskiej 92.
Powstał w 1849 r. W latach 1868–1931 nadzór nad nim pełniło Bractwo Pogrzebowe „Chewra Kadisza”. Potem do 1963 r. była własnością kolejno: Gminy Wyznaniowej Żydowskiej i Kongregacji Wyznania Mojżeszowego. Następnie przeszedł do 1972 r. na własność Skarbu Państwa, po czym stał się cmentarzem komunalnym, którym zarządzało miasto. Od 1997 r. jest własnością Gminy Wyznaniowej Żydowskiej w Bielsku-Białej. W czasie II wojny światowej uległ poważnym zniszczeniom – skradziono bądź zniszczono ponad połowę nagrobków. W latach 60. XX wieku przeniesiono na niego część grobów ze zlikwidowanego cmentarza przy ul. Wyzwolenia. Od 1983 r. nekropolia ma status zabytku. W latach 80. i 90. XX wieku przeprowadzono liczne prace remontowe i porządkowe.
Powierzchnia kirkutu wynosi 23 900 m² (2,39 ha). Obszar ten podzielony jest na siedem sektorów, które z kolei dzielą się na rzędy. Znajduje się tu ok. 1,2 tys. nagrobków, przy czym liczba wszystkich miejsc pochówku szacowana jest na 3 tysiące.
W południowej części cmentarza znajduje się dom przedpogrzebowy zbudowany w 1885 r. w stylu neoromańsko-mauretańskim według projektu Karola Korna w miejscu starszego, powstałego w roku 1867. Najcenniejszym elementem jego wyposażenia są polichromie stropowe, wpisane do rejestru zabytków odrębnie.
Położony blisko centrum miasta cmentarz stanowi również enklawę dzikiej przyrody. Najcenniejszym elementem flory jest bluszcz pospolity z licznymi odmianami kwitnącymi.
Na cmentarzu wciąż odbywają się pochówki.

## Historia

### Powstanie cmentarza

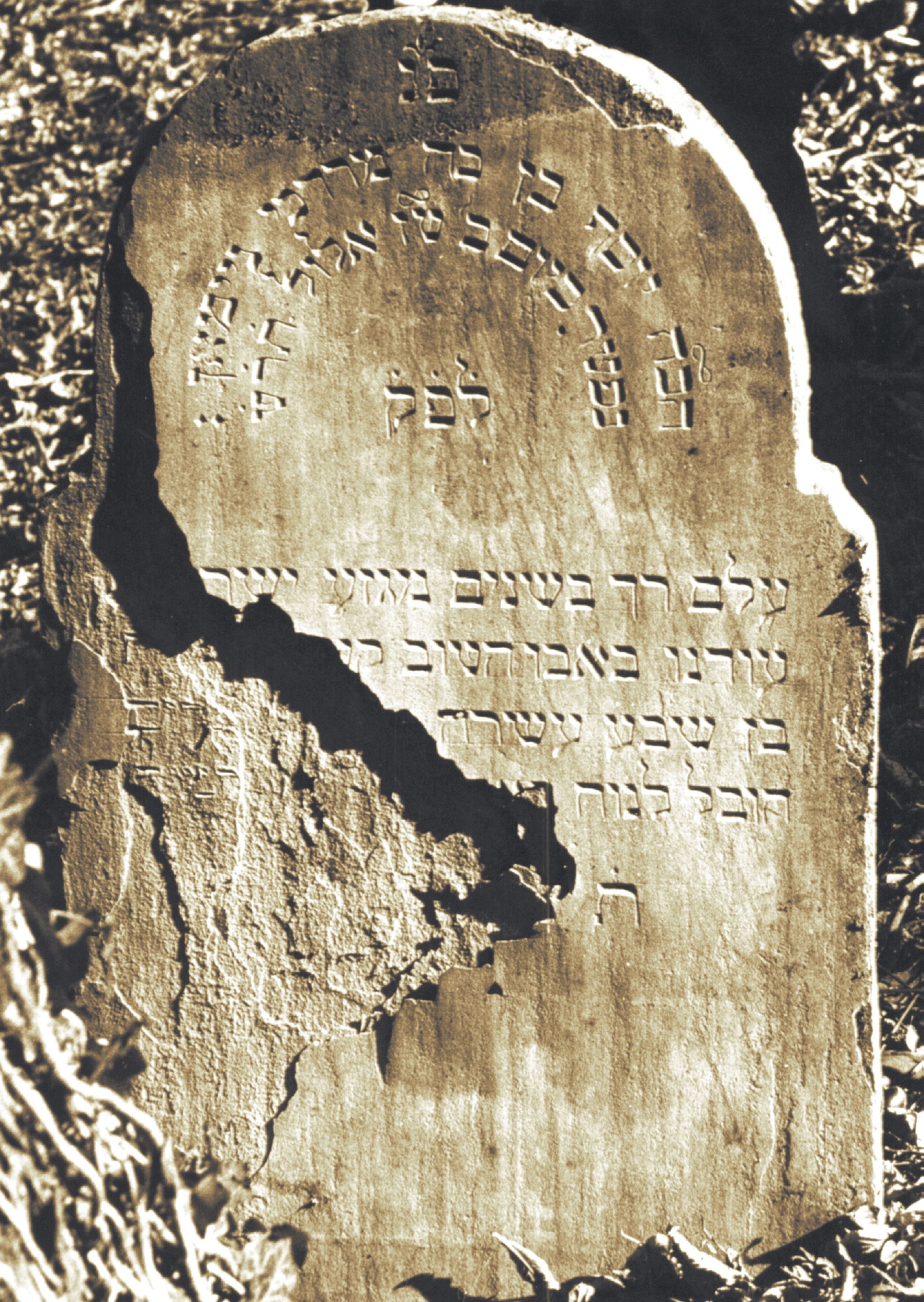
Macewa Josefa Neumanna – najstarszy zachowany nagrobek

Pierwsi Żydzi zamieszkujący Śląsk Cieszyński osiedlili się w Cieszynie, gdzie w 1647 r. powstał prywatny cmentarz żydowski. Chowano na nim Żydów z całego regionu, także z Bielska, w którym przedstawiciele tego narodu zamieszkiwali na stałe od połowy XVII wieku. Z biegiem lat zwiększała się liczba bielszczan pochodzenia żydowskiego. W 1837 r. było to już 427 osób. Tak liczna grupa w kilkutysięcznym wówczas mieście rozpoczęła starania o utworzenie niezależnej od Cieszyna gminy. Ważnym krokiem w kierunku utworzenia samodzielnej instytucji reprezentującej Żydów z Bielska i okolicy miało być także założenie własnego cmentarza.
Wybuch epidemii cholery w 1849 r. i związany z tym zakaz przewożenia zwłok stał się pretekstem do zakupu w lipcu 1849 r. przez spedytora Adolfa Brülla działki wartej 2500 guldenów (pieniądze pochodziły z dobrowolnych składek bielskiej społeczność żydowskiej) w podmiejskiej wsi Aleksandrowice przeznaczonej na cmentarz żydowski. Miesiąc później, 17 sierpnia, Urząd Obwodowy w Cieszynie wydał zezwolenie na uruchomienie kirkutu.
Początkowo właścicielem gruntu był Adolf Brüll, gdyż bielscy Żydzi nie tworzyli samodzielnej gminy, należąc do gminy cieszyńskiej. W 1862 r. faktycznym dysponentem cmentarza został uznany przez władze bielski Związek Wyznaniowy (niem. Cultusvorstad). Po oficjalnej rejestracji bielskiej gminy żydowskiej prawo własności zostało 25 października 1865 r. i 27 grudnia 1865 r. na Izraelicką Gminę Wyznaniową w Bielsku (niem. Bielitzer Israelitische Cultusgemeinde).
Księgi metrykalne prowadzone są dopiero od roku 1874, stąd nie wiadomo, kto był pierwszym pochowanym. Na podstawie zachowanej księgi cmentarnej prowadzonej przez pierwszego opiekuna i przełożonego cmentarza, Samuela Braunberga, wiadomo jest, że pierwszego pochówku dokonano 31 lipca 1849 r.
Najstarszym zachowanym nagrobkiem jest macewa siedemnastoletniego Josefa Neumanna, zmarłego 3 września 1849 r. Do 1995 r. znajdowała się w centralnej części sektora F, obecnie możemy ją oglądać w domu przedpogrzebowym. Inne groby z początków istnienia cmentarza również znajdują się w sektorze F, z czego wynika, że jest to najstarsza część nekropolii.

### XIX i początek XX wieku
W 1867 r. firma budowlana bielskiego architekta Andrzeja Walczoka zbudowała w południowej części cmentarza dom przedpogrzebowy. Koszty budowy zostały pokryte z dobrowolnych datków członków miejscowej gminy żydowskiej. Budynek spłonął w latach 80. XIX w. Po uporządkowaniu terenu, w 1885 r., wzniesiono w tym samym miejscu nowy budynek zaprojektowany przez Karola Korna, który architekturą nawiązywał do innych żydowskich obiektów w mieście – synagogi i siedziby kahału.
Trzy lata po utworzeniu Izraelickiej Gminy Wyznaniowej w Bielsku, w 1868 r., powstało Stowarzyszenie Chewra Kadisza Izraelickiej Gminy Wyznaniowej dla Pielęgnowania Chorych i Chowania Zwłok w Bielsku, zwane w skrócie Bractwem Pogrzebowym „Chewra Kadisza”. Przejęło ono obowiązki związane z utrzymaniem i administrowaniem cmentarza.
Również w 1868 r. cesarz Franciszek Józef I wydał ustawę dotyczącą międzywyznaniowych stosunków obywateli, która mówiła m.in. o tym, że żadna gmina wyznaniowa nie może odmówić pochówku na swoim cmentarzu osobie do tej gminy nie należącej jeżeli w miejscu śmierci bądź znalezienia zwłok nie ma cmentarza, kościoła czy wspólnoty wyznaniowej odpowiedniej dla zmarłego albo też chodzi o pochówek we wspólnym grobie rodzinnym. W Bielsku ustawa ta znalazła największe zastosowanie w odniesieniu do spokrewnionych ze sobą rodzin Friedländerów i Baumów. Już w roku wydania ustawy u boku Moritza Friedländera spoczął syn Wilhelm, będący luteraninem. Kilka lat później na cmentarzu ewangelickim wystawiono okazały grobowiec, do którego postanowiono przenieść ciała zmarłych członków obu rodzin pochowanych na cmentarzu żydowskim. Wydarzenie to spotkało się z krytyką zarówno środowisk protestanckich, jak i żydowskich. W późniejszym okresie zdarzało się kilkukrotnie, że na kirkucie grzebano osoby uważające się za ateistów, bądź Gmina Wyznaniowa Żydowska występowała z prośbą, by Żyda pochowano w rodzinnym grobie na cmentarzu chrześcijańskim.

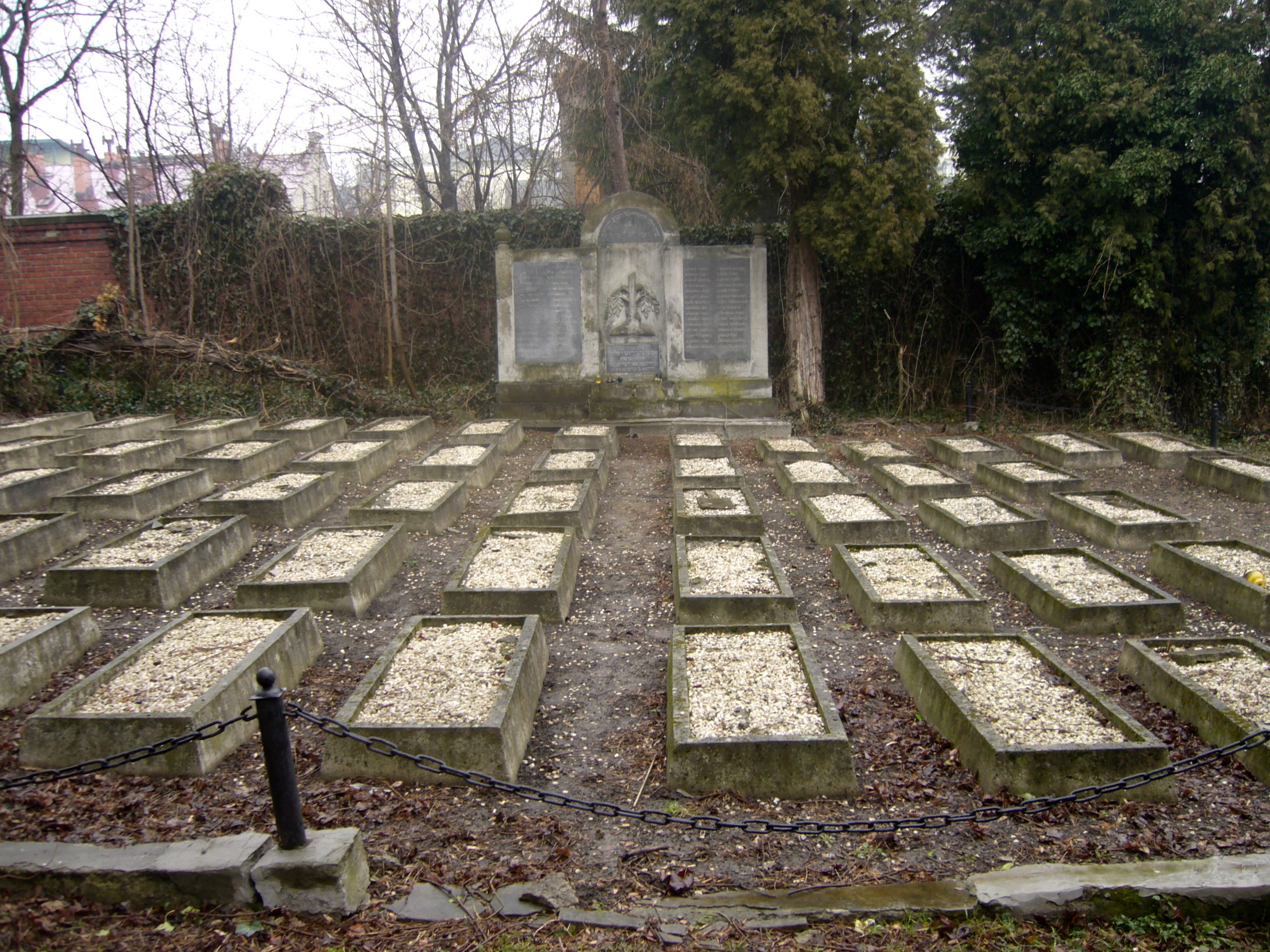
Kwatera wojskowa

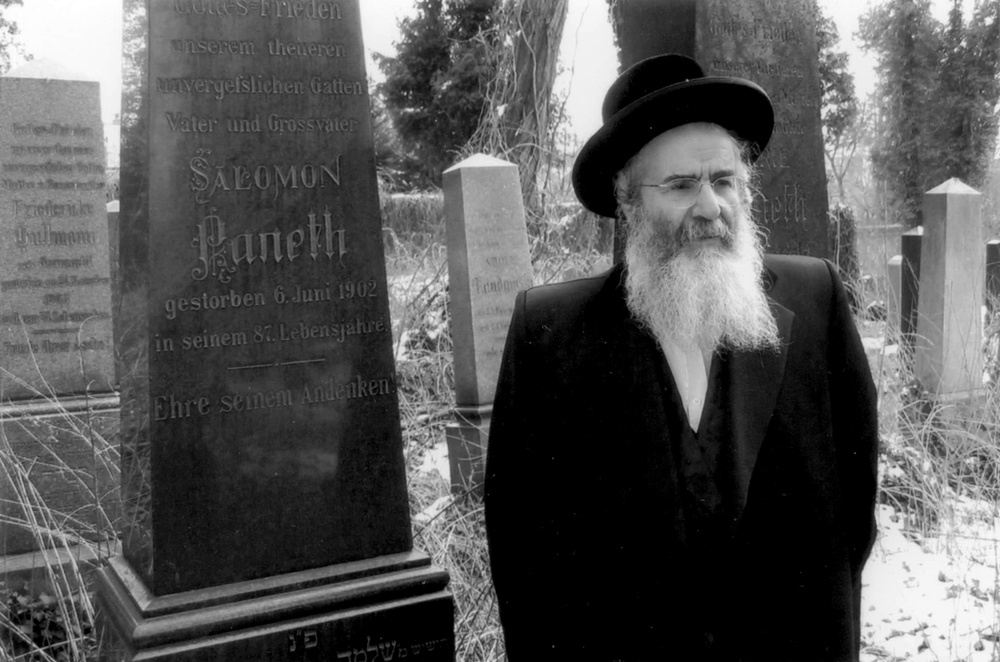
Rabin chasydzki Cwi Elimelech Paneth z Bene Berak w Izraelu, potomek bielskiej rodziny Paneth

Wielu Żydów zostało w latach 1914–1918 zostało zmobilizowanych do walki na frontach I wojny światowej. Wielu spośród rannych w zachodniej Galicji trafiało do Bielska: do szpitala miejskiego lub lazaretu przy koszarach na Górnym Przedmieściu. Ci, którzy nie dochodzili do zdrowia, chowani byli na okolicznych cmentarzach. Dla żołnierzy żydowskich Bractwo Pogrzebowe „Chewra Kadisza” wyznaczyło osobną kwaterę we wschodniej części kirkutu, stanowiącą dziś sektor E. Spoczywają tu zarówno żołnierze armii Austro-Węgier, jak i polscy legioniści oraz kilku jeńców rosyjskich. Wśród żołnierzy austro-węgierskich pochowanych na cmentarzu żydowskim w Aleksandrowicach jest trzech muzułmanów wchodzących w skład pułków piechoty z Bośni i Hercegowiny: Chatybarachmam Chabibulin, Dedo Karachodzić i Bego Turonowić. Tylko niektórym żołnierzom spoczywającym ufundowano nagrobki, a do dziś przetrwało ich zaledwie pięć. Na pozostałych grobach „Chewra Kadisza” umieściło jedynie tabliczki z imieniem i nazwiskiem oraz numerem grobu.
W 1929 r. w kwaterze wojskowej powstał wspólny pomnik żołnierski. Ma on kształt prostokąta, który wewnątrz dzieli się na trzy części. Część środkowa jest zwieńczona półkolistym łukiem, który nadaje jej kształt macewy. W zwieńczeniu tym wyrzeźbiono Gwiazdę Dawida otoczoną napisem w języku hebrajskim: ציוז הלז לחללי מלחמת העולם / תרע״ר – תרע״ח, co w tłumaczeniu oznacza: Znak ten dla zabitych podczas wojny światowej / 1914–1918. Poniżej znajduje się płaskorzeźbione przedstawienie symboliczne – drzewo z obciętymi i połamanymi gałęziami symbolizujące zmarłych jako odciętych/odłamanych od Drzewa Życia. U podstawy znajduje się granitowa tablica z tekstem w języku jidysz: צער עהרונג / אונזערער יידישעןצור העלדען / 1914–1918 / געיוידמעט פאן דער הברה / קדישא ביעלסקא 1929, co w tłumaczeniu oznacza: Dla uczczenia / naszych żydowskich bohaterów / 1914–1918 / ofiarowane przez Chewra / Kadisza Bielsko 1929. Boczne części pomnika zawierają dwie granitowe tablice z wyrytymi nazwiskami 61 spoczywających tam żołnierzy.
W 1928 r. grupa ortodoksyjnych żydów bielskich zwróciła się z prośbą do „Chewra Kadisza”, aby utworzyć dla nich odrębną kwaterę na cmentarzu w Aleksandrowicach. Wcześniej byli oni chowani na kirkucie w Białej, uważanym za bardziej przyjazny dla ludności ortodoksyjnej, opłaty za pochówki w sąsiednim mieście były dwukrotnie większe, co stanowiło problem dla uboższej części społeczności. Rozmowy na ten temat ciągnęły się 10 lat (patrz niżej).
W latach 30., ze względu na znaczne wpływy finansowe Bractwa Pogrzebowego „Chewra Kadisza”, Zarząd Gminy Wyznaniowej Żydowskiej (nowa nazwa od 1924 r.) postanowił przejąć kompetencje i rozporządzanie funduszami Bractwa. Po rocznych negocjacjach udało się dojść obu stronom do porozumienia i gmina żydowska przejęła od 1 stycznia 1932 r. władzę nad gromadzeniem i rozporządzaniem finansami, pozostawiając „Chewra Kadisza” wyłącznie kwestie związane z chowaniem zmarłych.
W 1931 r. dwaj członkowie „Chewra Kadisza”, Ignacy Marmor oraz Filip Reich, korzystając z rejestru założonego przez Samuela Braunberga, wykonali nową księgę cmentarną, zawierającą wykaz wszystkich pochowanych w latach 1849–1931. Spis zawierał imię, nazwisko, sektor, rząd i numer grobu. Był on systematycznie uzupełniany, znajdują się w nim nawet wpisy z okresu powojennego.
W latach 30. Gmina Wyznaniowa Żydowska zakupiła z przeznaczeniem na rozbudowę kirkutu działkę sąsiadującą z cmentarzem od zachodu (dzisiejszy sektor G). Po jej nabyciu nasiliły się żądania ortodoksyjnych żydów, aby utworzyć dla nich odrębną kwaterę. Po 10 latach od rozpoczęcia negocjacji w tej sprawie, w 1938 r., w obecności ortodoksyjnego rabina Sterna, postępowego rabina dr Steinera i prezesa gminy Zygmunta Arzta poświęcono kwaterę. Nie wiadomo, gdzie dokładnie się znajdowała, ponieważ została całkowicie zniszczona w czasie wojny. Prawdopodobne jest jednak, że miejscem pochówku ortodoksów była nowo zakupiona działka, gdyż wcześniej odrzucali oni możliwość urządzenia kwatery na starej części kirkutu. Na podstawie pisma Rudolfa Wiesnera do starosty bielskiego wiadome jest, że w 1942 r. w kwaterze ortodoksyjnej znajdowało się 45 grobów. Pismo to potwierdza także przypuszczenia nt. lokalizacji kwatery, gdyż czytamy w nim: (...) przeniesienia (...) z nowszej części na starszą.
W roku 1938 Aleksandrowice stały się częścią Bielska, więc cmentarz znalazł się w granicach miasta.

### II wojna światowa
Po włączeniu Bielska w skład III Rzeszy w 1939 r. władze niemieckie utworzyły na bazie Gminy Wyznaniowej Żydowskiej Radę Starszych (niem. Altenrat), na czele której stanął Józef Trotter. Nowe ciało przejęło obowiązki w zakresie zarządzania cmentarzem. Nieprecyzyjne zapisy w księdze cmentarnej nie pozwalają na dokładną inwentaryzację pochówków w latach 1940–1944. Szacuje się, że w tym okresie pochowano na kirkucie ok. 20 osób (wszystkie w dzisiejszym sektorze A).
W październiku 1941 r. burmistrz Bielska, Rudolf Wiesner, wystąpił z inicjatywą likwidacji cmentarza. Teren cmentarza miał być wykorzystany pod budownictwo mieszkaniowe w ramach Programu Budownictwa Wojennego. Prezydent Rejencji w Katowicach zezwolił na likwidację, przy czym zgodził się na natychmiastową budowę mieszkań jedynie na nowej, zakupionej w latach 30. działce, pisząc w piśmie do starosty bielskiego: „istniejące groby muszą istnieć przez 40 lat od ostatniego pochówku, w przeciwnym razie musi zostać dokonane przeniesienie grobów”. Władze miejskie rozpoczęły przygotowania do zagospodarowania nowej części cmentarza, pojawił się jednak problem własności w zapisie hipotecznym – miasto nie mogło podzielić na mniejsze gruntu będącego z punktu widzenia prawa własnością Gminy Wyznaniowej Żydowskiej. Problem został rozwiązany dopiero w listopadzie 1942 r. NSDAP na Okręg Górnośląski w piśmie do Nadprezydenta Prowincji Górnośląskiej uregulowała kwestię zamknięcia cmentarzy żydowskich: „(...) już teraz zachodzi częściowa potrzeba zamknięcia tych cmentarzy. (...) nie można się w tej sprawie niewolniczo trzymać paragrafów ustawy, lecz trzeba robić to, co jest celowe i potrzebne.” Po zgodzie nadprezydenta na natychmiastowe zamykanie kirkutów, los cmentarza w Bielsku był przesądzony. 29 października 1943 r. likwidację cmentarzy żydowskich powstrzymało pismo Konserwatora Zabytków Prowincji, w którym czytamy, że Państwowy Instytut Historii Nowych Niemiec zamierza spisać napisy z nagrobków na cmentarzach żydowskich, gdyż są one ważnym materiałem źródłowym do badań nad „genealogią żydostwa i jego rozprzestrzenienia wśród ludności niemieckiej”. Po spisie definitywną zgodę na zamknięcie cmentarza wydano w lutym 1944 r. Nie wiadomo, dlaczego władze miejskie nie zrealizowały wcześniejszych zamierzeń.
Ostatecznie bielski cmentarz żydowski nie został zlikwidowany. Uległ jednak wielkim zniszczeniom. Skradziono bądź zniszczono ponad połowę nagrobków – dziś jest ich 1200, podczas gdy liczba wszystkich grobów sięga 3000. Najbardziej ucierpiał najstarszy sektor F, na którym brakuje 95% nagrobków, oraz całkowicie zlikwidowana kwatera dla żydów ortodoksyjnych. Uszkodzony został również pomnik żołnierski, dom przedpogrzebowy i mury.

### Okres powojenny

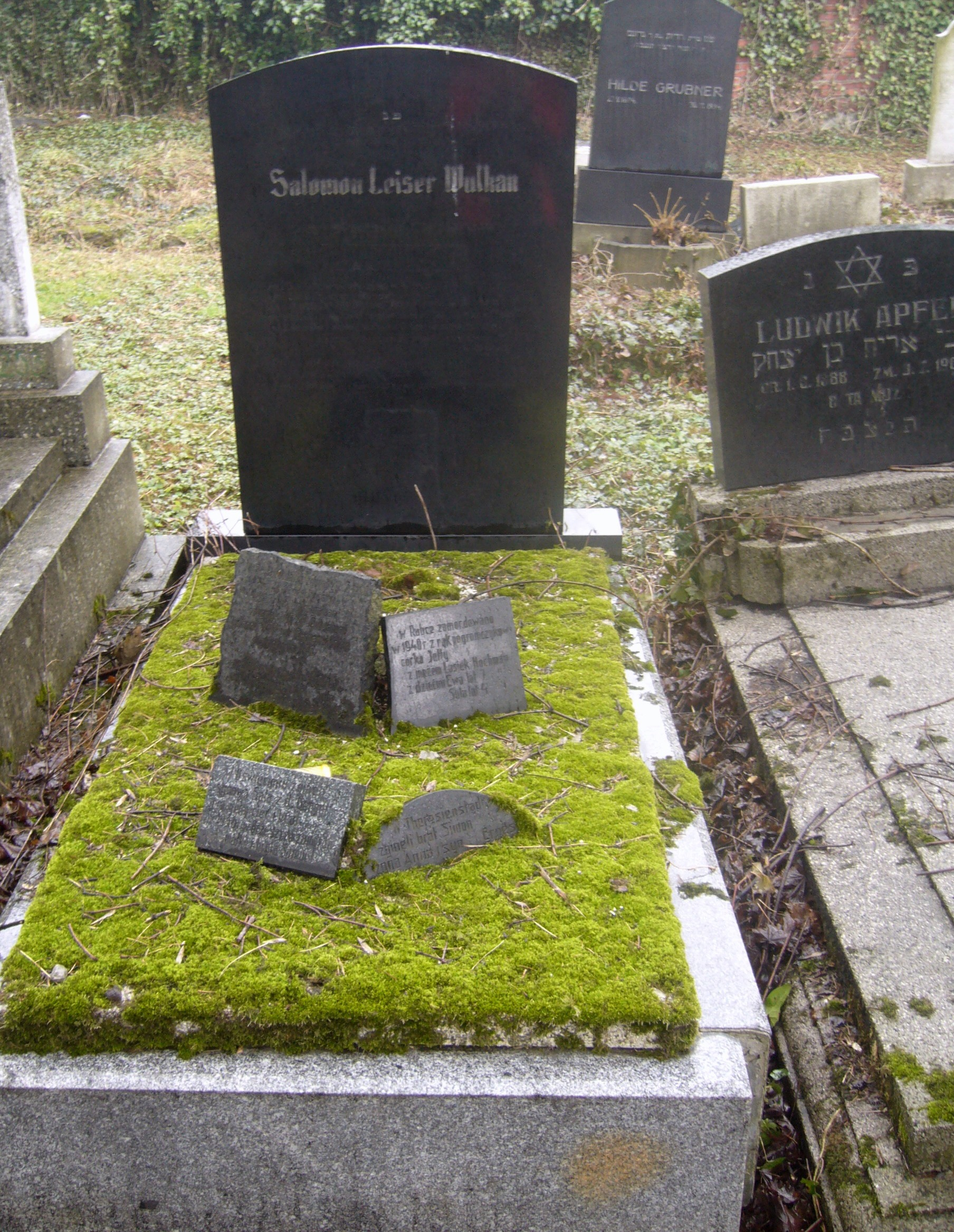
Grób Salomona Leisera Wulkana z tabliczkami „ku pamięci” krewnych zmarłych w czasie II wojny światowej

W marcu 1945 powstał Komitet Żydowski w Bielsku, który był pierwszą w mieście żydowską organizacją zajmującą się prowadzeniem ewidencji ocalonych Żydów i zapewnieniem pomocy, opieki socjalnej, wyżywienia i organizacją życia religijnego. Przejął on obowiązki związane z administrowaniem cmentarzem i opieką nad nim. Dwa lata później został przekształcony w Kongregację Wyznania Mojżeszowego w Bielsku (od 1951 w Bielsku-Białej).
Tuż po wojnie na wielu nagrobkach osób zmarłych przed 1939 zaczęto dopisywać się informacje o krewnych, którzy zginęli w latach 40. Były to zarówno krótkie dopiski, jak i dość szczegółowe opisy – kim byli, gdzie i kiedy zginęli itp.
28 września 1945 Starostwo Powiatowe w Bielsku skierowało do Komitetu Żydowskiego pismo, w którym nakazano w ciągu miesiąca usunięcie z cmentarza napisów w języku niemieckim w ramach akcji „walki z niemczyzną”. 6 października Komitet poinformował starostwo o usunięciu napisów, co nie było zgodne z prawdą, gdyż większość nagrobków zachowało niemieckie inskrypcje. W wielu przypadkach nagrobki zostały przewrócone częścią inskrypcyjną w stronę ziemi w celu ukrycia napisów.
W grudniu 1946 Komitet Organizacyjny Żydowskich Kongregacji Wyznaniowych w Polsce przekazał z funduszu inwestycyjnego 50 000 zł na rzecz renowacji poważnie zniszczonego cmentarza. Rok później dokonano inwentaryzacji wyremontowanego domu przedpogrzebowego. Kolejny remont odbył się na początku lat 60., kiedy zdewastowano ceglane mury i bramy wejściowe.
W 1963 na podstawie dekretu o majątkach opuszczonych i poniemieckich z 1945 cmentarz na skutek zasiedzenia przeszedł na własność Skarbu Państwa. Kongregacja odwołała się od tej decyzji, dowodząc, że nieruchomość, będąca już w latach 30. własnością gminy żydowskiej, jest w jej posiadaniu jako czynny, użytkowany cmentarz. Ponadto w myśl ustawy z 1959 przejęcie na własność państwa czynnego cmentarza wyznaniowego nie mogło się odbyć bez zgody Ministra Gospodarki Komunalnej. Mimo odwołań i protestów właścicielem cmentarza został Skarb Państwa.

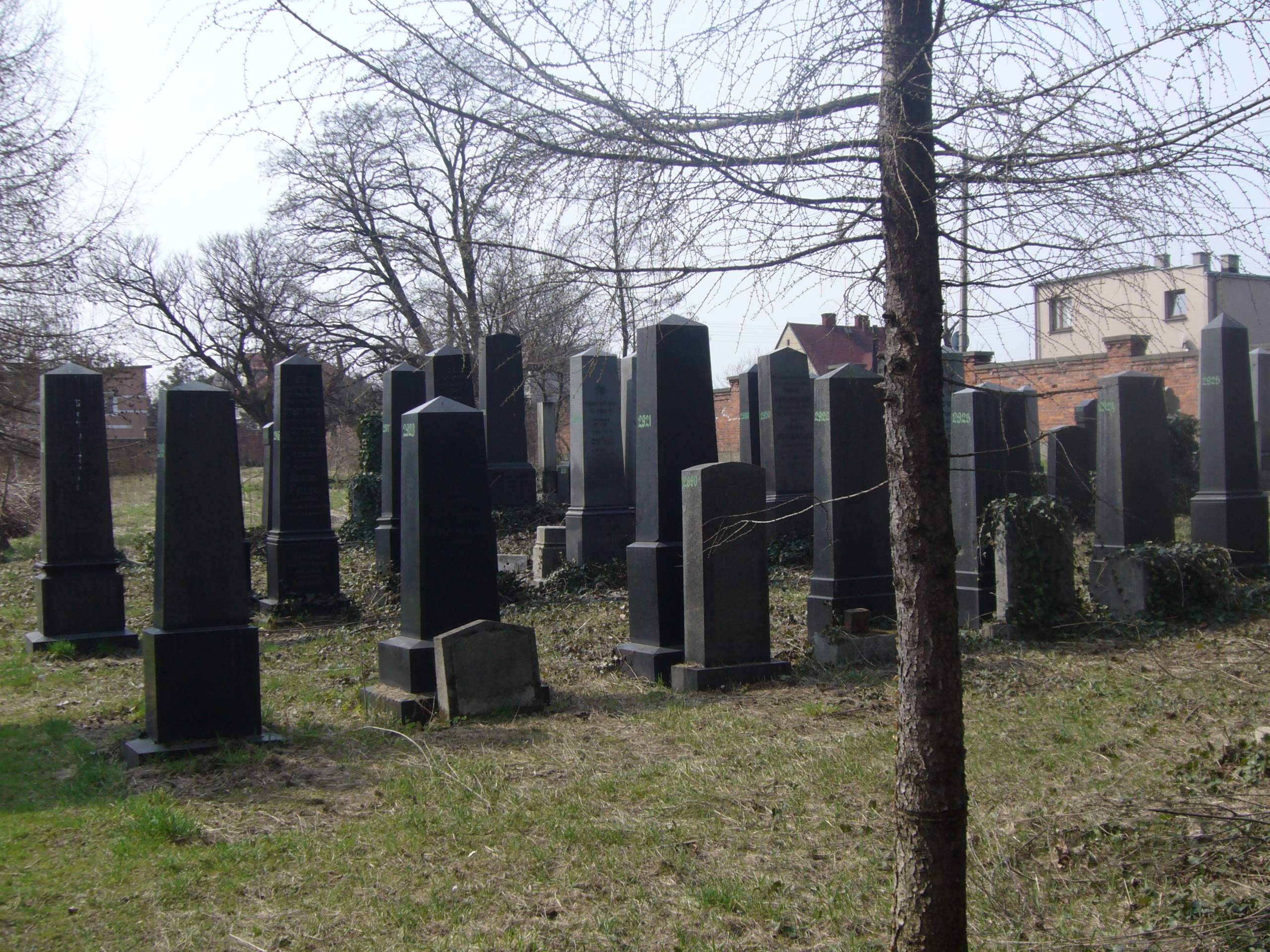
Sektor G – groby przeniesione z cmentarza w Białej

5 października 1965 Miejska Rada Narodowa w Bielsku-Białej wystąpiła do Wojewódzkiej Rady Narodowej w Katowicach o zamknięcie i likwidację części cmentarza o powierzchni 9197 m² – pustej działki zakupionej w latach 30. (dziś sektor G). Miała ona zostać przeznaczona pod budownictwo mieszkalne. Kongregacja odwołała się od tej decyzji, argumentując, że w starszej części zaczyna brakować miejsca i w najbliższej przyszłości działka ta może być wykorzystywana. Ostatecznie katowicka WRN zgodziła się na pozostawienie cmentarza w całości.
Jednocześnie władze miejskie i wojewódzkie postanowiły zlikwidować cmentarz w Białej, przy ul. Wyzwolenia. Likwidacja nekropolii była zdaniem władz konieczna dla rozbudowy Południowych Zakładów Sprzętu Sportowego „Polsport”. Po długich dyskusjach Kongregacja zgodziła się na ekshumację części zwłok z bialskiego kirkutu. Między czerwcem 1966 a majem 1967 ekshumowano prochy ze 170 spośród około 1700 grobów. Trafiły one wraz z nagrobkami na cmentarz w Aleksandrowicach – na pustą działkę, stanowiącą dzisiejszy sektor G.
W 1972 na mocy postanowienia Sądu Rejonowego w Bielsku-Białej cmentarz żydowski przeszedł pod zarząd miasta jako cmentarz komunalny.
Lata 50., 60. i 70. to postępująca dewastacja cmentarza. Hodowano tu zwierzęta domowe i ptactwo hodowlane, wypasano bydło, a sala domu przedpogrzebowego stała się miejscem składowania trawy. Dwukrotnie, w 1962 i 1979, interweniowała w tej sprawie Miejska Stacja Sanitarno-Epidemiologiczna. Problemem był też brak nowej księgi cmentarnej, uwzględniającej zniszczenia z czasów wojny, przez co odwiedzający kirkut niejednokrotnie mieli trudności z odnalezieniem grobu.
W 1983 na mocy decyzji Państwowej Służby Ochrony Zabytków cmentarz został uznany za zabytek. Rok później Wojewódzki Konserwator Zabytków w Bielsku-Białej przedstawił bielskiemu Zarządowi Zieleni Miejskiej dokładny zakres niezbędnych prac remontowych wraz z praktycznymi wskazówkami dotyczącymi przeprowadzenia renowacji cmentarza i domu przedpogrzebowego. Pierwszy projekt remontu – wymiana pokrycia dachu domu przedpogrzebowego został pozytywnie zaopiniowany w 1985.
29 sierpnia 1988 na wniosek Wydziału Kultury i Sztuki Urzędu Wojewódzkiego w Bielsku-Białej formalnie orzeczono wpis całości cmentarza, w granicach ogrodzenia murem, wraz z murem ogrodzeniowym, nagrobkami, zielenią cmentarną, układem alej i ścieżek, grobami i nagrobkami zabytkowymi, a także z zabytkowym domem przedpogrzebowym, murowanym z cegły, z jego wystrojem oraz zabudowaniami gospodarczo-mieszkalnymi i obrzędowymi do rejestru zabytków województwa bielskiego pod numerem A-582/88. W 1997 na wniosek Gminy Wyznaniowej Żydowskiej wystrój malarski i posadzka domu przedpogrzebowego zostały odrębnie wpisane do rejestru pod numerem B-61/1.
Pod koniec lat 80. z inicjatywy ówczesnego opiekuna cmentarza, Leopolda Kleina, przedsięwzięto akcję porządkowania kirkutu, m.in. podnoszenia nagrobków przewróconych w latach 40. w celu ukrycia niemieckich napisów.
W 1991 do opieki nad cmentarzem zobowiązała się Fundacja Rodziny Nissenbaumów. Gruntownie wyremontowała ona kwaterę żołnierzy poległych w I wojnie światowej, odnawiając wszystkie 61 grobów, a także pomnik żołnierski. Rok później przystąpiono do kolejnych prac renowacyjnych, które stały się możliwe dzięki dotacji Funduszu Współpracy Polsko-Niemieckiej oraz zbiórce pieniędzy wśród członków Związku Bielsko-Bialskich Żydów w Izraelu. Fundusz remontowy wsparli także Wojewódzki Konserwator Zabytków w Bielsku-Białej, Urząd Wojewódzki w Bielsku-Białej oraz Urząd Rady Ministrów – Biuro ds. Wyznań. W domu przedpogrzebowym wykonano prace, z dokumentacji których wynika, że zapobiegły katastrofie budowlanej, która groziła zabytkowemu budynkowi. Z pieniędzy Fundacji Nissenbaumów teren wokół domu przedpogrzebowego został zrekultywowany, urządzono również trawniki. W tym samym czasie na cmentarz powróciły fragmenty nagrobków, które w 1949 posłużyły przy budowie Pomnika Wdzięczności Armii Radzieckiej na pl. św. Mikołaja. W 1999 rozpoczęto, finansowaną przez generalnego konserwatora zabytków, konserwację cennych polichromii stropowych w domu przedpogrzebowym. W tym samym roku Gmina Wyznaniowa Żydowska zleciła uporządkowanie cmentarnej zieleni.

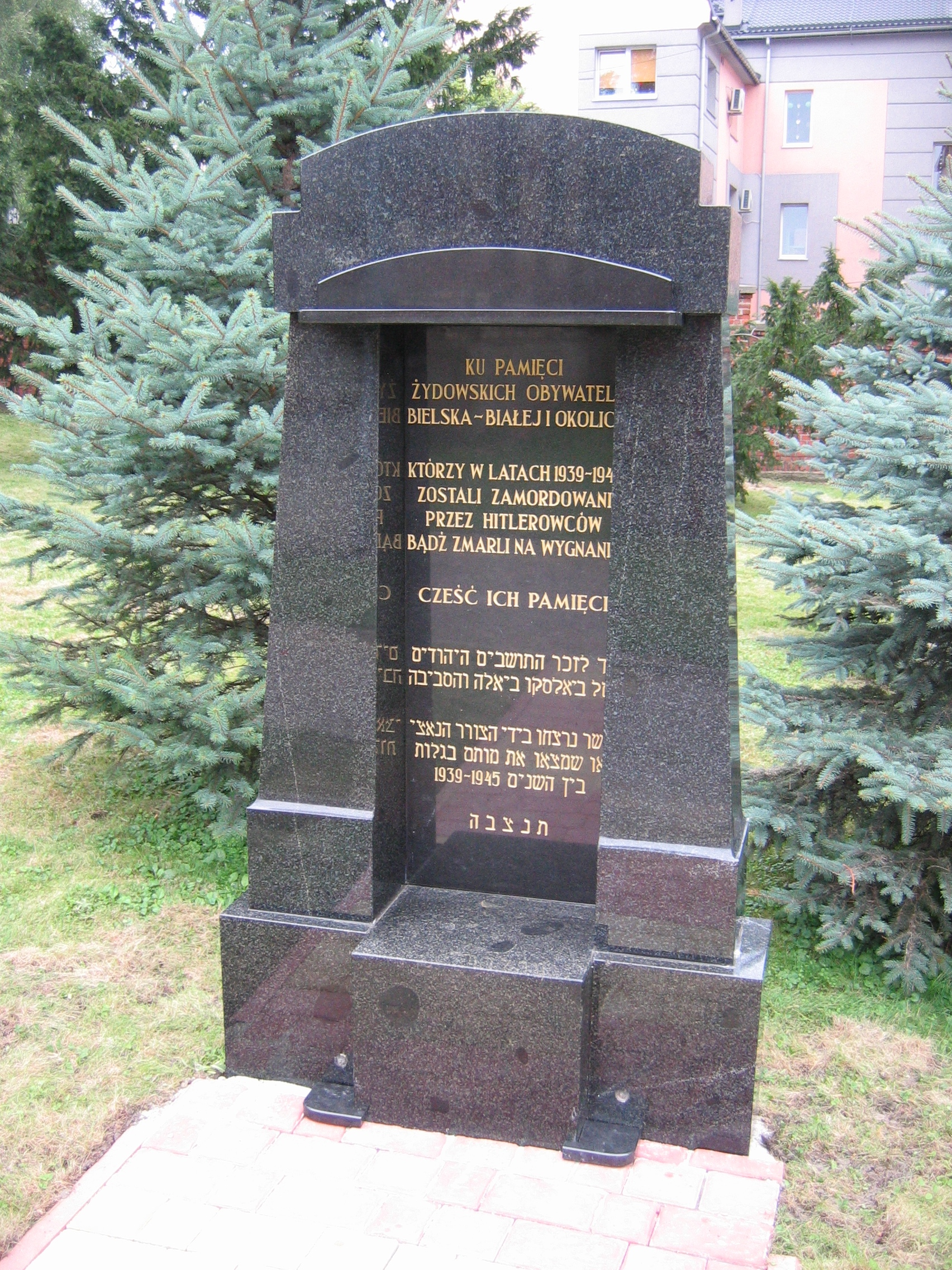
Pomnik ofiar II wojny światowej

W 1992 nastąpiła kolejna zmiana prawa własności cmentarza. Wojewoda bielski stwierdził nabycie z mocy prawa nieruchomości na rzecz miasta Bielsko-Biała. Kongregacja Wyznania Mojżeszowego odwołała się od tej decyzji do Krajowej Komisji Uwłaszczeniowej, która w 1993 uchyliła decyzję wojewody i przekazała sprawę do ponownego rozpatrzenia przez organ pierwszej instancji. Sytuacja zmieniła się pięć lat później, w roku 1997, kiedy ten sam Urząd Wojewódzki w Bielsku-Białej w drodze administracyjnej zwrócił prawo własności cmentarza Gminie Wyznaniowej Żydowskiej w Bielsku-Białej, będącej prawnym następcą bielskiej Kongregacji Wyznania Mojżeszowego.
W 1995 dokonano ponownej inwentaryzacji cmentarza. Oprócz spisu i nowej numeracji grobów, podzielono nekropolię na siedem sektorów, dzielących się na rzędy.
W 2002 Urząd Miejski w Bielsku-Białej wydał książkę autorstwa Jacka Proszyka pt. „Cmentarz żydowski w Bielsku-Białej”, będącą efektem badań historycznych prowadzonych na cmentarzu od połowy lat 90.
Dzięki zbiórkom pieniędzy wśród mieszkańców miasta, w 2009 na cmentarzu odsłonięto nowe nagrobki (pierwotne przepadły w czasie wojny): Salomona Halberstama, Salomona Pollaka, Karola Korna oraz rabinów: Lazara Frankfurtera, Wolfa Lessera i Michaela Schönguta. W domu przedpogrzebowym odsłonięto tablice ku czci Aleksandra Martena i Arie Jana Machaufa.
7 września 2009 odsłonięto pomnik Ku pamięci żydowskich obywateli Bielska-Białej i okolicy, którzy w latach 1939–1945 zostali zamordowani przez hitlerowców bądź zmarli na wygnaniu.

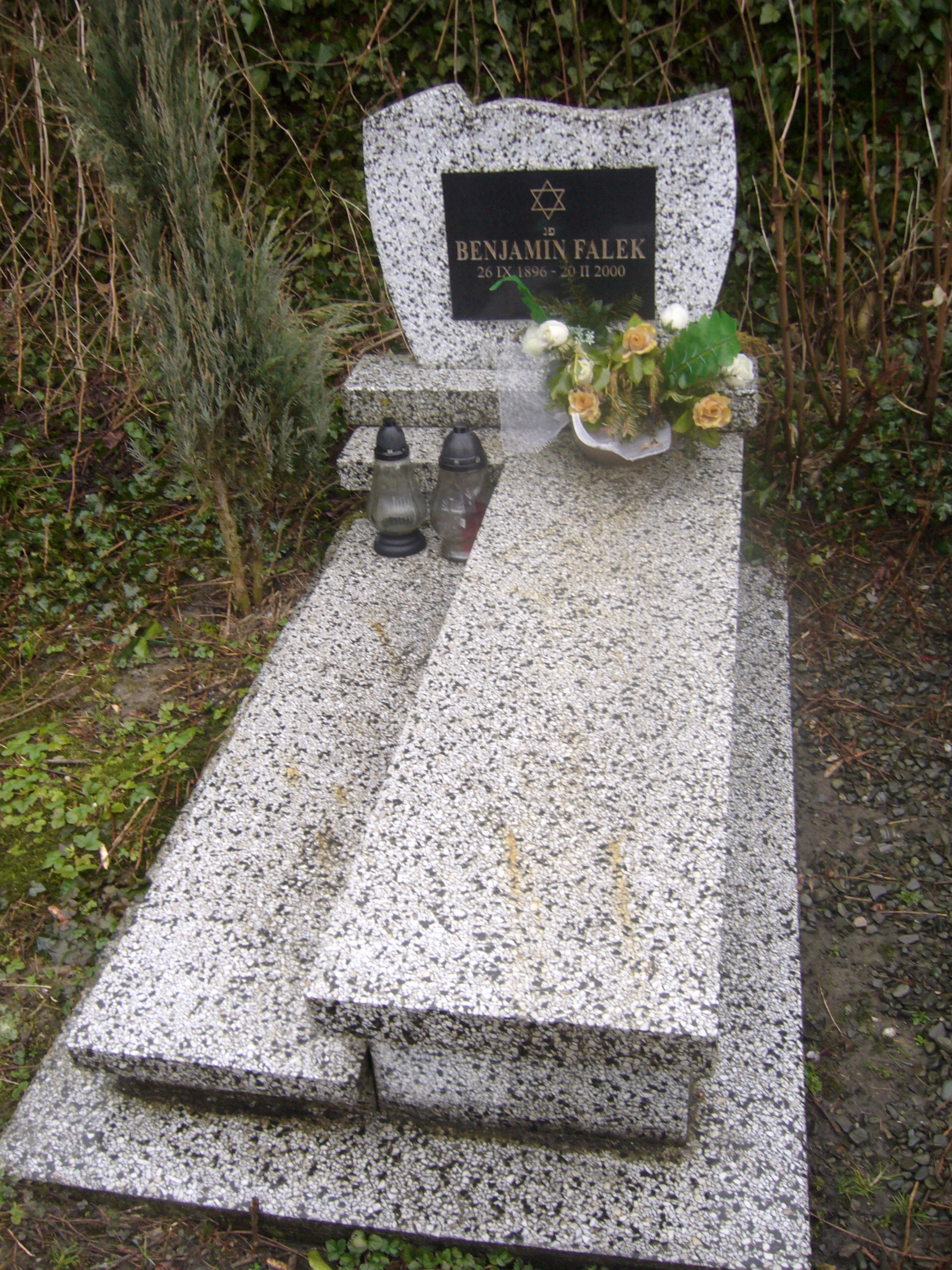
Grób Benjamina Falka zmarłego w wieku 104 lat

### Statystyka pochówków
Brak jest ksiąg metrykalnych obejmujących zgony przez pierwsze 25 lat istnienia cmentarza, stąd też wszelkie statystyki prowadzone są dopiero od roku 1874. Na podstawie zachowanej księgi cmentarnej prowadzonej od 1849 r. można jednak szacować, że w pierwszym okresie pochowano około 500 osób.
Do 1939 r. liczba pochowków wahała się zazwyczaj między 20 a 50 w ciągu roku. Najwięcej, bo aż 85 osób pochowano w roku 1918. Liczbę tę zawyżyli przede wszystkim żołnierze. Od 1940 r. liczba osób grzebanych na kirkucie drastycznie spadła, wynosząc odtąd zawsze poniżej 10. W okresie powojennym kilkukrotnie nie odnotowano w ciągu roku żadnego pochówku.
Łącznie w ciągu 160 lat istnienia nekropolii pochowano na niej około 3600 osób.
Najstarsze osoby pochowane na kirkucie w Aleksandrowicach to zmarli w wieku 104 lat: Salomon Hamburger (1771–1875) oraz Benjamin Falek (1896–2000).

## Położenie i kształt przestrzenny

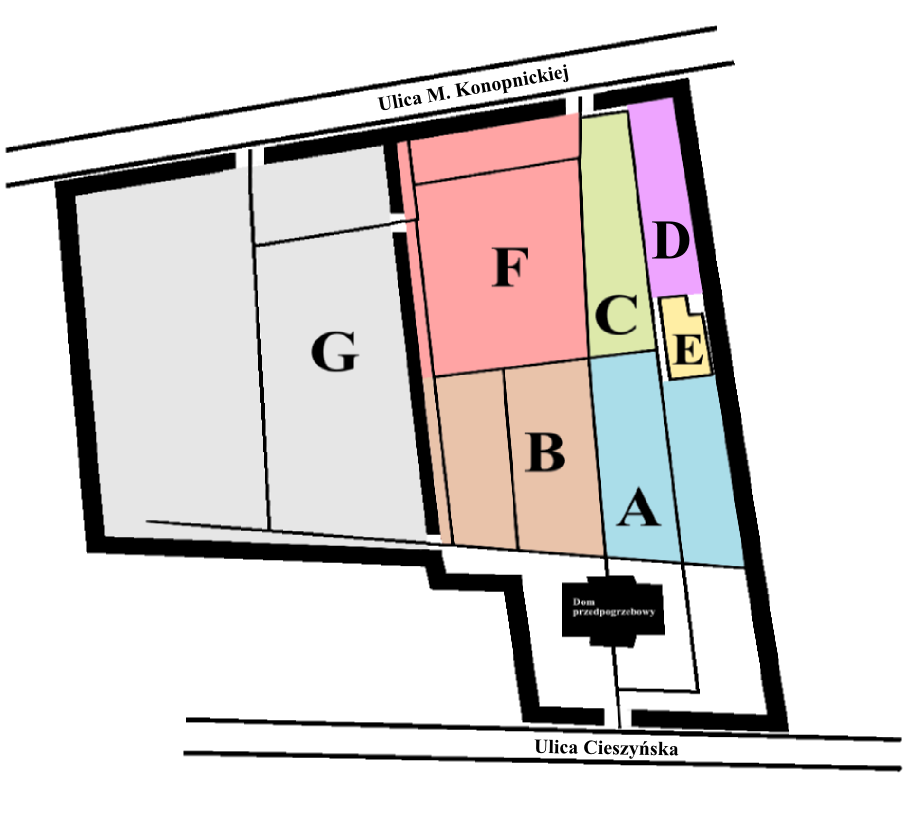
Mapa cmentarza żydowskiego w Bielsku-Białej z podziałem na sektory

Cmentarz żydowski znajduje się w śródmiejskiej części dzielnicy Aleksandrowice, pomiędzy ulicami Cieszyńską na południu i M. Konopnickiej na północy. Według numeracji położony jest przy ul. Cieszyńskiej 92. Zajmuje pięć działek ewidencyjnych: parcele budowlane nr 89 i 95 oraz parcele gruntowe nr 579/3, 580 i 584. Wokół występuje zróżnicowana zabudowa: kamienice, domy jednorodzinne oraz bloki mieszkalne (osiedla: Piastowskie i Słoneczne).
Powierzchnia kirkutu wynosi 23 900 m² (2,39 ha), z czego same nagrobki zajmują ok. 10 tys. m² (1 ha).
Obszar cmentarza to teren pochyły, opadający ku ul. Cieszyńskiej. Dom przedpogrzebowy leży na wysokości 361 m n.p.m.
Na cmentarz prowadzą trzy bramy: dwie od strony ul. Konopnickiej oraz jedna, główna, od strony ul. Cieszyńskiej. Główna aleja biegnie od domu przedpogrzebowego w kierunku północnym. Jest ona zwana Aleją Zasłużonych.
Bielski kirkut można podzielić na trzy zasadnicze części. Na południu, w otoczeniu zieleni pozbawionej nagrobków, znajduje się dom przedpogrzebowy. Za nim rozciąga się prostokątna powierzchnia grzebalna, w większości zapełniona grobami. Część trzecia to oddzielona od reszty murem działka dokupiona w okresie międzywojennym, na której znajdują się jedynie groby przeniesione z cmentarza przy ul. Wyzwolenia.
Od 1995 r. nekropolia podzielona jest na siedem sektorów oznaczonych literami A–G, które z kolei dzielą się na rzędy.
Sektor A jest najmłodszą i najlepiej zachowaną kwaterą, zlokalizowaną w części południowo-wschodniej. Sektor B znajduje się również w części południowej (na zachód od sektora A) i był użytkowany od końca XIX w. do lat 20. następnego stulecia. Sektor C, użytkowany w tym samym okresie co B i położony na północ od A, to kwatera obejmująca groby najbogatszych osób, na co wskazuje przede wszystkim kształt oraz wielkość nagrobków. Sektor D położony w części północno-zachodniej jest kwaterą dziecięcą, na której chowano dzieci i młodzież, które nie ukończyły 13 lat. Był użytkowany od założenia cmentarza do czasów II wojny światowej. Jest bardzo zaniedbany, a większość spośród niewielu zachowanych nagrobków jest uszkodzona. Sektor E leży pomiędzy sektorami A i D. Pochowano tu żołnierzy pochodzenia żydowskiego, którzy zginęli podczas I wojny światowej. Sektor F w części północno-zachodniej najstarsza część cmentarza, na której zachowało się bardzo mało nagrobków. Szacuje się, że brakuje na nim około 95% mogił. Sektor G jest najrozleglejszą, a zarazem posiadającą najmniej grobów częścią kirkutu. Obszar oddzielony murem od reszty był użytkowany dwukrotnie: w latach 30. XX wieku utworzono tu zniszczoną w czasie wojny kwaterę ortodoksyjną, a w latach 60. pochowano tu przymusowo ekshumowane zwłoki z likwidowanego cmentarza przy ul. Wyzwolenia. Znajduje się w części zachodniej, na działce dokupionej w okresie międzywojennym.

## Nagrobki

### Forma

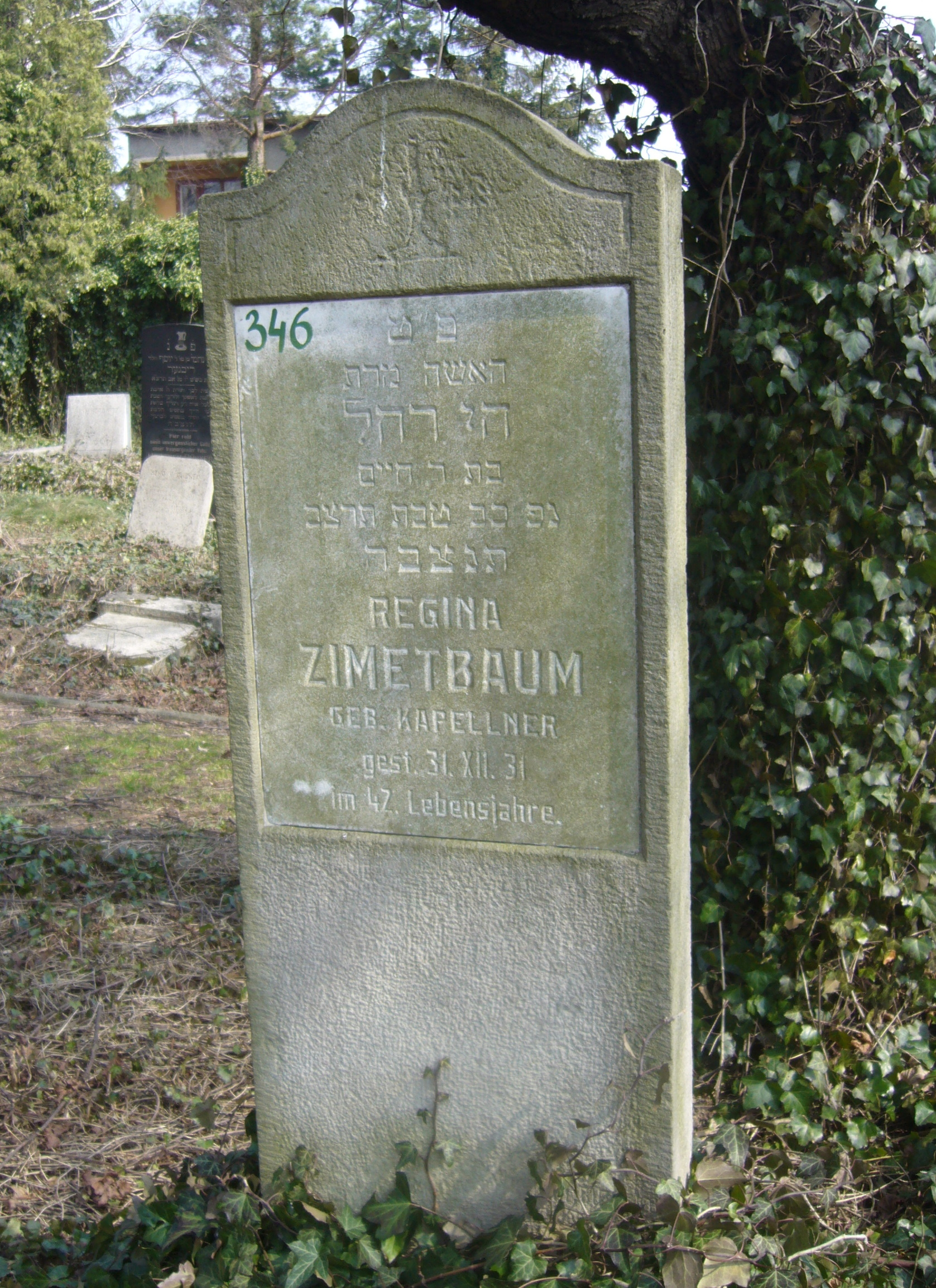
Macewa

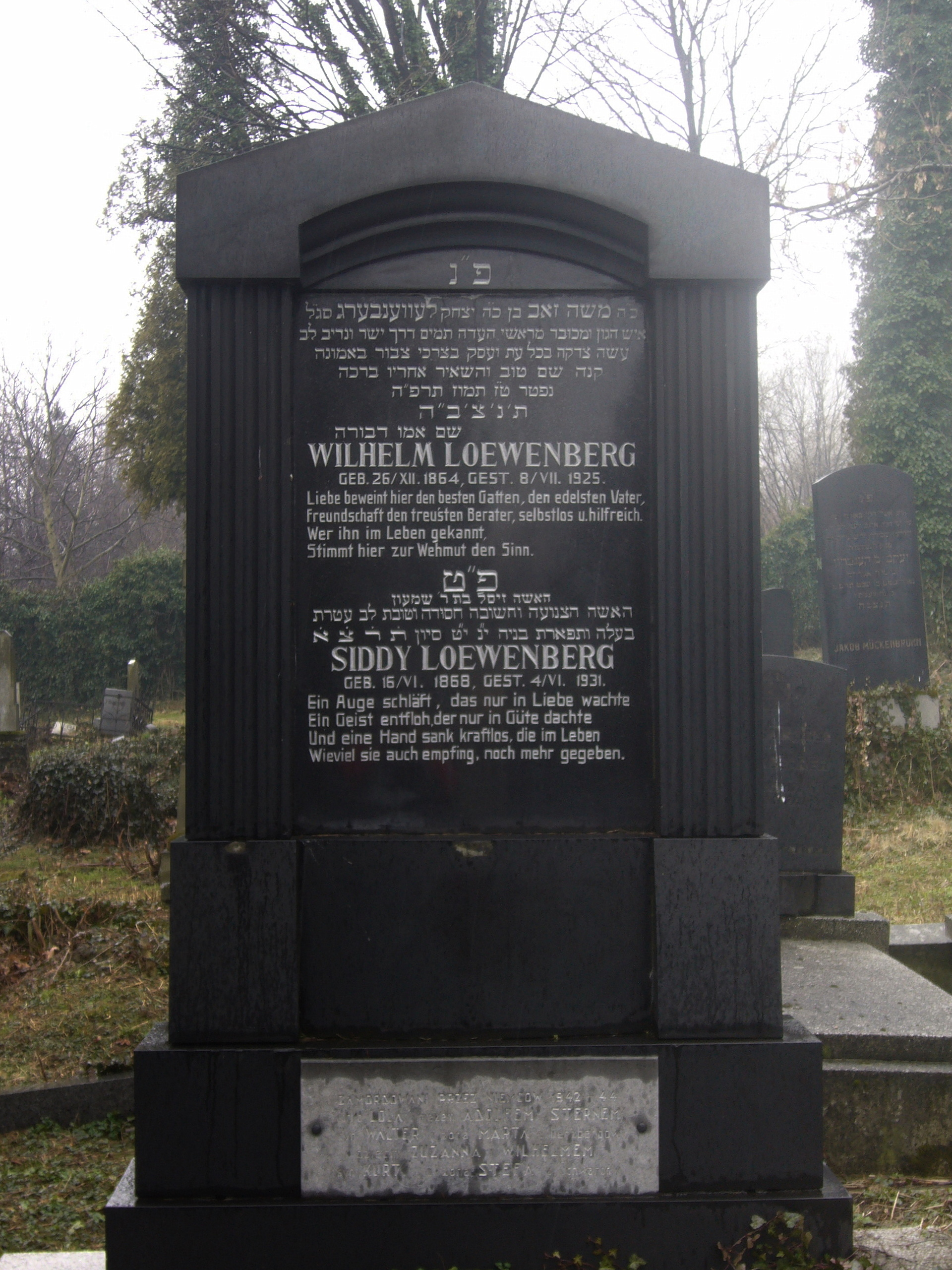
Stela

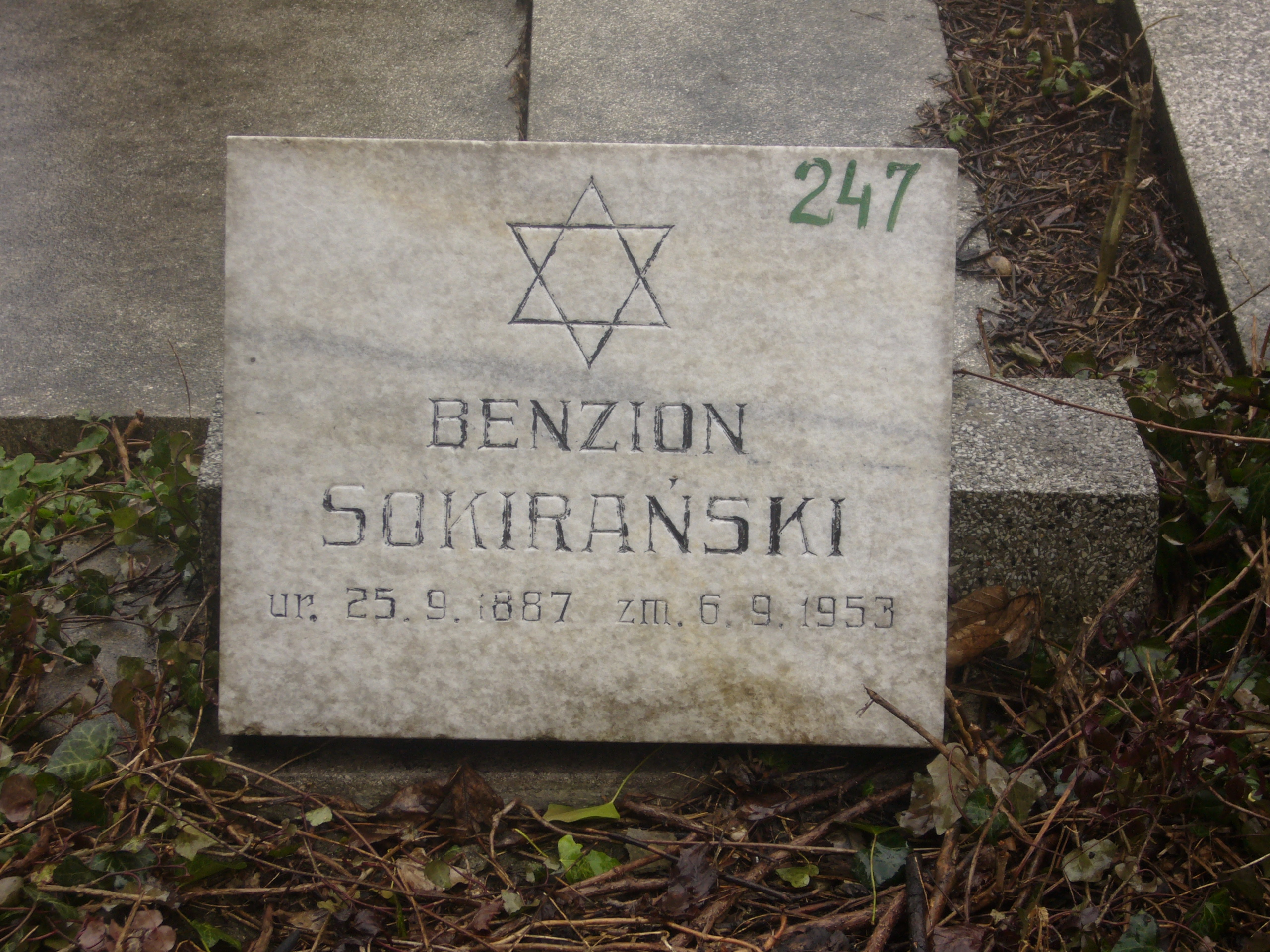
Grób Benziona Sokirańskiego

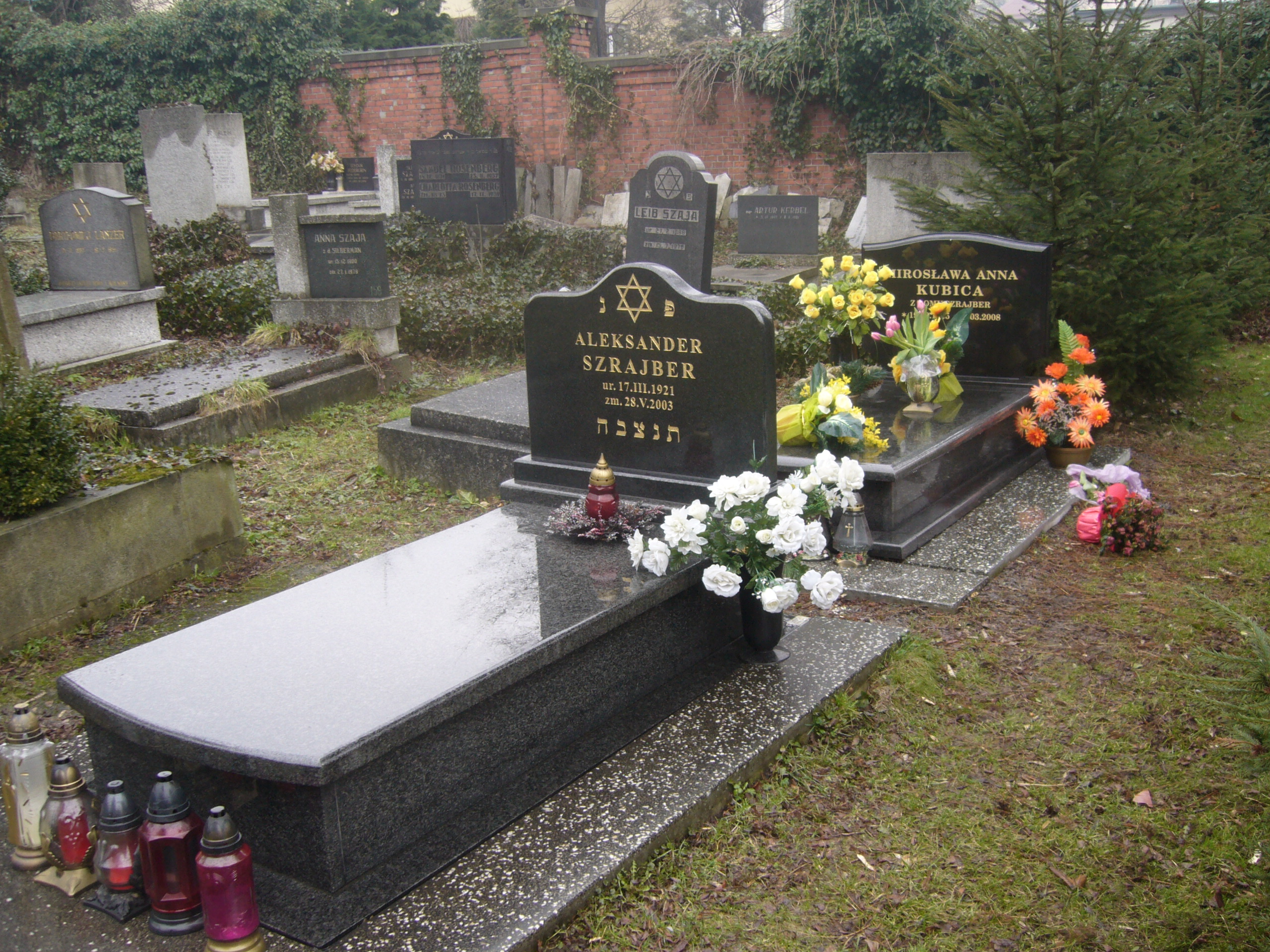
Współczesne nagrobki

Formy nagrobne występujące na bielskim kirkucie można podzielić, biorąc pod uwagę czas powstania.
Od powstania cmentarza w 1849 r. aż do końca XIX w. najpopularniejsze były klasyczne macewy wykonane z piaskowca – prostokątne płyty zamknięte łukiem półkolistym lub dwuspadowo, w zwieńczeniu których znajduje się ornament, przedstawienie symboliczne bądź formuła wstępna inskrypcji, a ścianę przednią wypełnia epitafium. Zdarzają się też macewy, których zwieńczenia ujęto w ćwierćkoliste naddatki, a także posiadające wyodrębniony trójstopniowy cokół i przyczółek oddzielony belkowaniem. Na kilku grobach małżeństw umieszczono macewy podwójne. Większość macew z bielskiej nekropolii została skradziona w latach 40. XX w., bądź uległa zniszczeniu w wyniku erozji. Najwięcej zachowało się w najstarszym sektorze F.

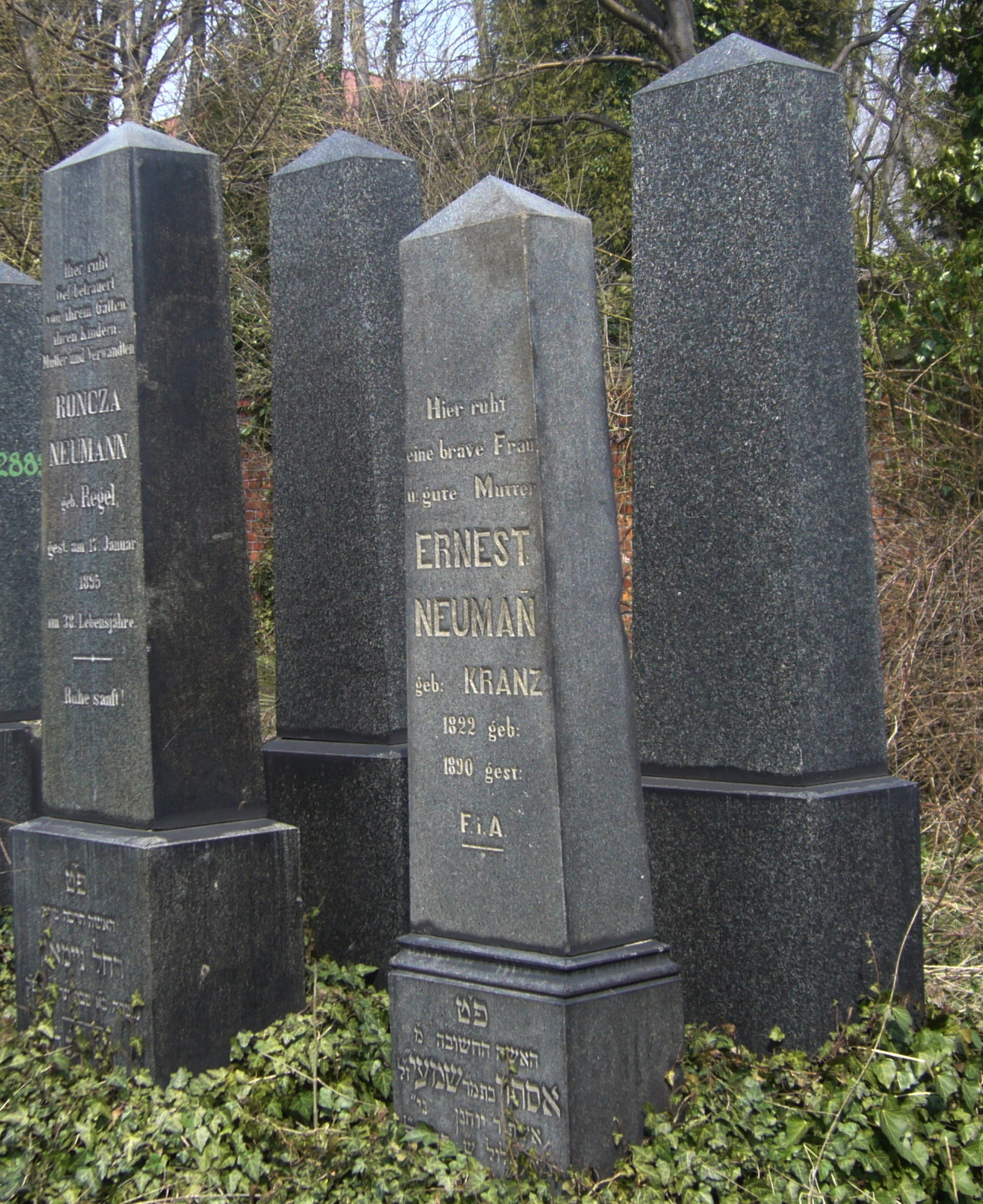
Obeliski

Bardziej zamożne osoby, ulegając wpływom kultury austriackiej, stawiały na grobach bliskich dużych rozmiarów (do 3 m) obeliski. Są to monolityczne słupy czworoboczne w formie ostrosłupa, zwężające się ku górze, ścięte u szczytu, umieszczone na cokole lub postumencie. Napisy znajdują się zarówno na postumencie, jak i w części górnej. Obeliski szybko stały się najpopularniejszą formą nagrobną i były powszechnie stosowane do lat 20. XX wieku.
Rzadsze były w początkach XX stulecia groby w formie aediculi – wnęki lub kapliczki umieszczonej na cokole. Zdarza się, że ich fronton wsparty jest na dwóch kolumnach.
W okresie międzywojennym rozpowszechniły się stele – pionowe, zdobione płyty, ograniczone po bokach symetrycznymi półkolumnami, przytrzymującymi profilowany gzyms i zwieńczone frontonem w różnorodnych kształtach. Pomiędzy półkolumnami znajduje się tablica inskrypcyjna, a w zwieńczeniu przedstawienia symboliczne. Stawiano wówczas także prostokątne płyty pozbawione ornamentyki.
Po II wojnie światowej na grobach zaczęto stawiać proste, pionowe płyty z płaskim zwieńczeniem lub półkolistym łukiem. Na tym tle wybitną skromnością cechuje się grób Benziona Sokirańskiego (zm. 1953), którego jedynym elementem dekoracyjnym jest Gwiazda Dawida.
Do nagrobków, których nie można zakwalifikować do żadnej z wymienionych form należą:
- nagrobek Alberta Liechtensteina (zm. 1873) w formie kanelowanej kolumny umieszczonej na postumencie z tablicami inskrypcyjnymi
- nagrobek Mendla Ginzburga (zm. 1968) w formie prostopadłościanu foremnego wykonanego z lastriko; na jednym z jego boków umieszczono marmurową Gwiazdę Dawida, w centralnej części której wpisano inskrypcję, a w rogach pięć liter formuły końcowej: ת נ צ ב ה
- funkcjonalistyczne nagrobki Alfreda Wachtla (zm. 1934) oraz Moritza Heilperna (zm. 1932)
- secesyjny grobowiec Theodora (zm. 1912) i Eveliny (zm. 1925) Pollaków
- nagrobek małżeństwa Charlotte (zm. 1907) i Samuela (zm. 1912) Schindelów w formie dwóch macew z czarnego marmuru zawieszonych na kutym metalowym ogrodzeniu z bogatą ornamentyką roślinną
- nagrobek Brunona Rauchmanna (zm. 1926) w formie obelisku składającego się z czworobocznego słupa zakończony prostopadłościanem, mającym cztery górne krawędzie ujęte w ćwierćkoliste naddatki; swoim kształtem przypomina nagrobne formy rzeźbiarskie starożytnej Grecji i Egiptu, a także ołtarz ze Świątyni Jerozolimskiej
- nagrobek Henryka Lufta-Lotara (zm. 1979) w formie podwójnego metalowego pręta przypominającego swoim kształtem zwieńczoną półkoliście macewę, z przymocowaną w górnej części tablicą inskrypcyjną; do obramowania znajdującego się w zwieńczeniu przymocowano Gwiazdę Dawida wpisaną w okrąg

Współczesne nagrobki nie różnią się niczym (poza brakiem krzyża) od grobów na cmentarzach chrześcijańskich.

### Wielkość

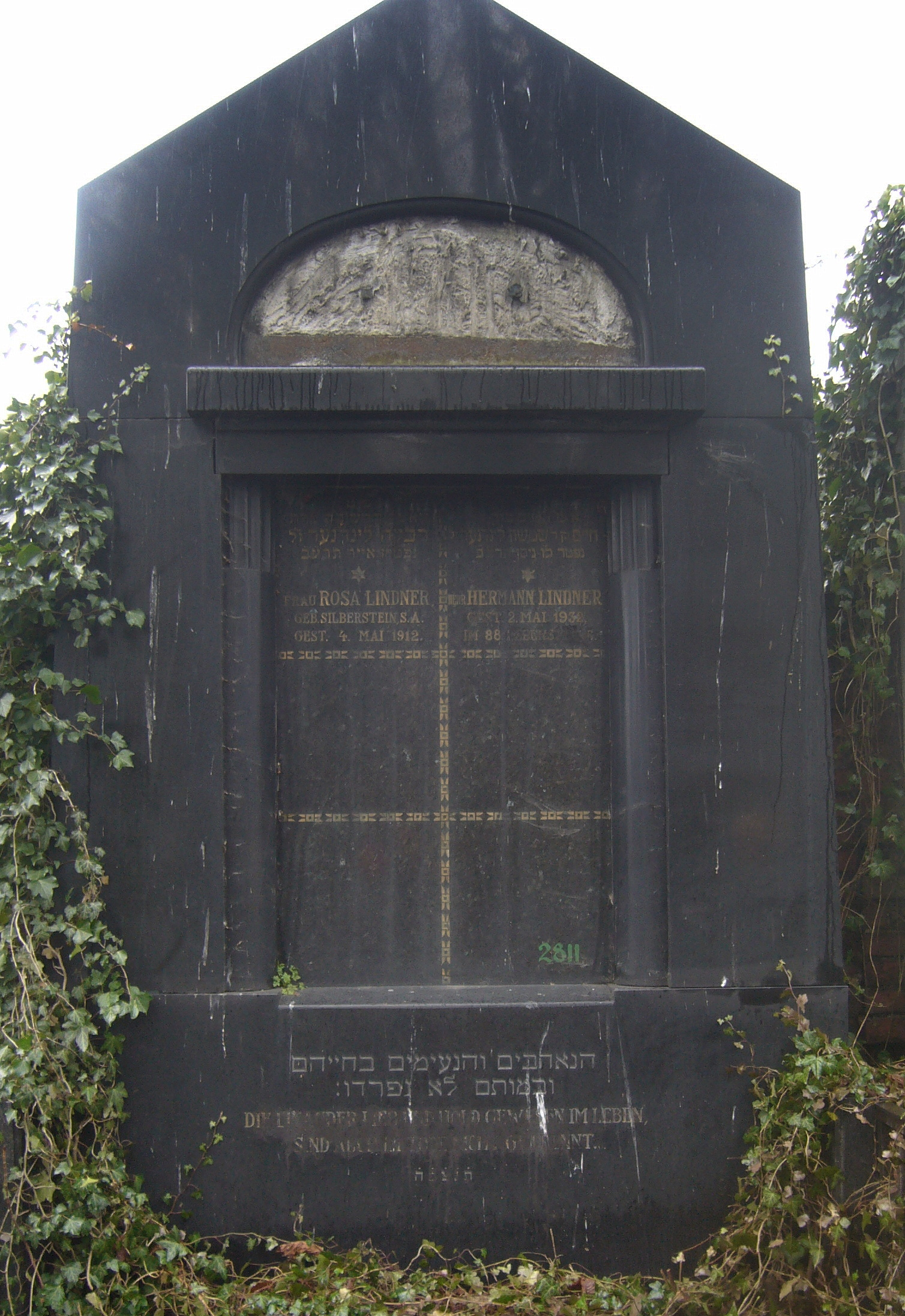
Grobowiec Hermanna i Rosy Lindnerów

Największym pojedynczym nagrobkiem (a zarazem jednym z najstarszych) jest obelisk upamiętniający zmarłego w 1862 r. fabrykanta Moritza Bauma. Ma wysokość 3 m, wymiary podstawy 0,9 × 0,45 m oraz wymiary przy zwieńczeniu 0,7 × 0,45 m.
Inne wysokie obeliski upamiętniają dr Josefa Körbela – 3,2 m oraz kupca Isaaka Goldberga – 3 m. Niewiele mniejsze są obeliski na grobach Susanny Baum i Leopolda Bauma. Najniższy ustawiony jest na grobie Emila Neumana – ma 60 cm. Najczęściej jednak groby w formie obelisku osiągają od 1,5 do 2 m wysokości.
Najmniejszymi z kolei nagrobkami są macewy dziecięce.
Od pojedynczych nagrobków o wiele większe są grobowce, których średnie wymiary to 3 m wysokości i 3 m szerokości. Największym jest, w całości wykonany z czarnego marmuru, zwieńczony dwuspadowo, otoczony kutym metalowym ogrodzeniem, prostokątny pomnik upamiętniający kupca Hermanna Lindnera i jego żonę Rosę.

### Materiały
Nagrobki znajdujące się na bielskim cmentarzu żydowskim wykonane zostały z wielu różnych surowców, począwszy od słabej jakości piaskowca po szlachetne odmiany marmuru.
Materiały, które posłużyły do budowy nagrobków na kirkut to:
- piaskowiec (m.in. piaskowiec straceński pochodzący z niedalekiej Straconki)
- wapień (biały drobnoziarnisty, krystaliczny gruboziarnisty, lipnicki)
- granit czerwony i szary
- marmury: biały, szary, różowy i czarny
- lastriko
- grube, szklane płyty, z których wykonano kilka tablic inskrypcyjnych
- metal (głównie żeliwne pręty i mosiężne tablice inskrypcyjne)

### Inskrypcje
Inskrypcje najczęściej są wykonane w formie rytego napisu, do rzadkości należą napisy wypukłe. Zdarza się, że imię zmarłego bądź formuła końcowa mają formę płaskorzeźby.
Teksty na nagrobkach bielskiego kirkutu wykuto w czterech językach: hebrajskim, niemieckim, polskim oraz jidysz. Większość posiada inskrypcje podwójne: po hebrajsku oraz w którymś z pozostałych języków. Praktycznie wszędzie znajdują się dwa elementy inskrypcji hebrajskiej – formuła wstępna פ״ט lub פ״נ oraz końcowa ת נ צ ב ה.

#### Inskrypcje w języku hebrajskim

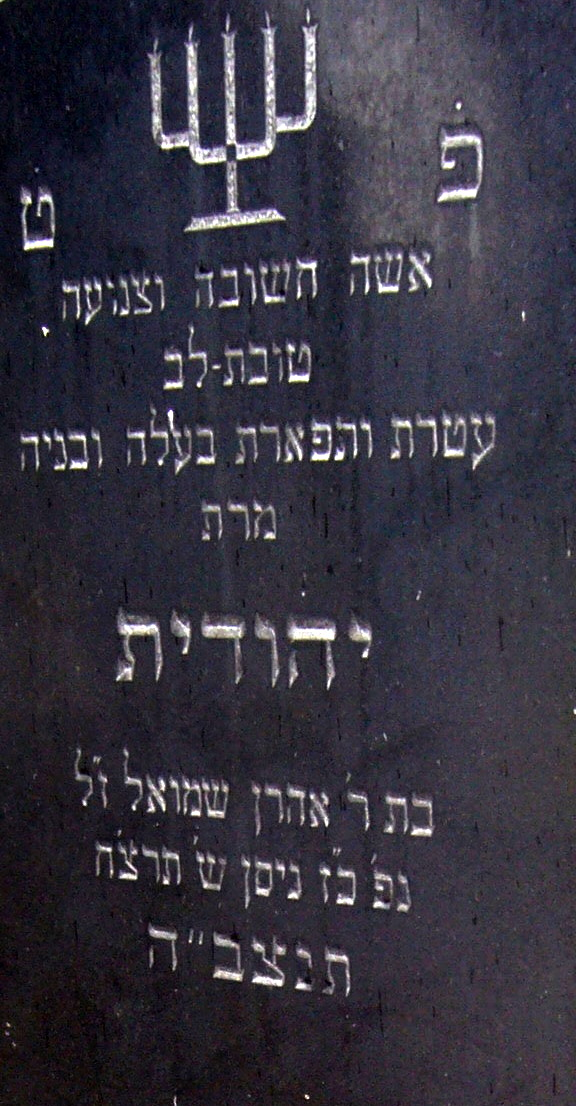
Typowa inskrypcja w języku hebrajskim

Inskrypcje w, uważanym za święty, języku hebrajskim, występują na większości nagrobków. Są one wykonane klasycznym alfabetem hebrajskim, a litery są pozbawione ozdobników. Ze względu na postępowy charakter bielskiej gminy, a przez to przywiązywanie mniejszej wagi do tradycyjnych formuł, zdecydowanie dłuższe inskrypcje (nawet 20 wersów) występują na grobach przeniesionych z nekropolii przy ul. Wyzwolenia. Na pozostałych rzadko przekraczają 10 wersów.
W okresie międzywojennym ilość inskrypcji hebrajskich na nowych grobach zaczęła bardzo szybko maleć. Wynikało to głównie z powodu wysokich kosztów wykucia napisów. Jednocześnie po II wojnie światowej w wielu przypadkach zrezygnowano z umieszczania hebrajskich napisów – spośród powstałych po wojnie nagrobków tylko dwa (Tylla Schlenger i Mosze Loschsberger) mają inskrypcje wyłącznie hebrajskie. Odejście od tradycji spowodowane było m.in. brakiem dobrej znajomości hebrajskiego wśród członków gminy wyznaniowej oraz brakiem kamieniarzy znających hebrajski alfabet – ostatnim był Szymon Wulkan zmarły w 1969 r.
W końcu XX wieku bielska gmina żydowska powróciła do tradycji umieszczania inskrypcji hebrajskich na nagrobkach wykonywanych na jej zamówienie.
W wielu przypadkach inskrypcje hebrajskie występują obok napisów w języku niemieckim lub polskim.

##### Schemat inskrypcji hebrajskich
Hebrajskie inskrypcje na cmentarzu żydowskim w Bielsku-Białej posiadają jednolity schemat charakterystyczny dla wszystkich żydowskich grobów. Składają się z następujących części:
- wstępna formuła pogrzebowa פ״ט lub פ״נ, co jest skrótem od wyrazów oznaczających tu leży pochowany lub tu ukryty; formuła ta występuje na prawie wszystkich grobach, nawet tych pozbawionych jakichkolwiek innych inskrypcji hebrajskich
- informacje o płci, wieku i stanie cywilnym zmarłego
- epitety pochwalne oraz tytuły, godności i urzędy, jakie zmarły pełnił; na nielicznych nagrobkach informacje, czym zajmował się za życia
- hebrajskie (często odmienne od niemieckiego/polskiego) imię zmarłego (które często jest wyróżnione powiększonymi literami lub ozdobną ramką), imię ojca (czasami wraz z miejscem, z której pochodził), a w przypadku kobiet – także męża; do imion tych dołączone są zazwyczaj zwroty typu błogosławionej pamięci (ז״ל), pan (ר׳), czcigodny pan (כ״ה), niech spoczywa w pokoju (ע״ה), niech światło jego świeci (נ״י), uczony pan (הח״ר) itp.
- data śmierci i czasami data pogrzebu (obie zapisane według kalendarza żydowskiego) poprzedzone słowem odszedł (נפטר); zazwyczaj w pełnej formie dzień-miesiąc-rok
- na niektórych grobach wierszowany tekst zawierający m.in. epitety pochwalne, lamentacje, cytaty biblijne itp; czasami tworzy on akrostych tworzący imię zmarłego;
- formuła końcowa w postaci skrótu ת נ צ ב ה (taw, nun, cadi, bet, hei), który w rozwinięciu oznacza תהי נשמתו צרורה בצרור החיים – Niech jego dusza ma udział w życiu wiecznym; formuła ta występuje na prawie wszystkich grobach, nawet tych pozbawionych jakichkolwiek innych inskrypcji hebrajskich

#### Inskrypcje w języku niemieckim

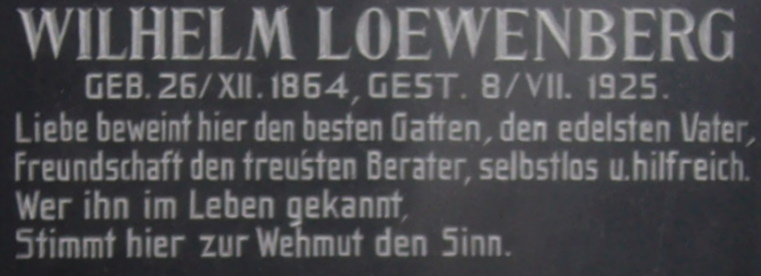
Niemiecka inskrypcja na grobowcu rodziny Loewenbergów

Inskrypcje w języku niemieckim należą do, zaraz po hebrajskich, najczęściej spotykanych, ponieważ przed 1945 r. dla większości bielskich żydów był on językiem ojczystym. Tekst niemiecki jest pisany zarówno zwykłą czcionką, jak i kursywą oraz pismem gotyckim.
Inskrypcje niemieckie nie miały ustalonego schematu i różnią się od siebie pod względem ilości tekstu. Spotkać można bardzo krótkie informacje – imię i nazwisko oraz daty urodzenia i śmierci, nieco dłuższe, zawierające np. informacje o zawodzie czy działalności, ale także – wzorowane na hebrajskich – wiersze o cnotach zmarłego, sensie życia, Bogu, żałobie po śmierci, a także działalności i zasługach. Formuły końcowe nie różnią się od umieszczanych na grobach chrześcijańskich.
Daty zapisane są według kalendarza gregoriańskiego.

#### Inskrypcje w języku polskim

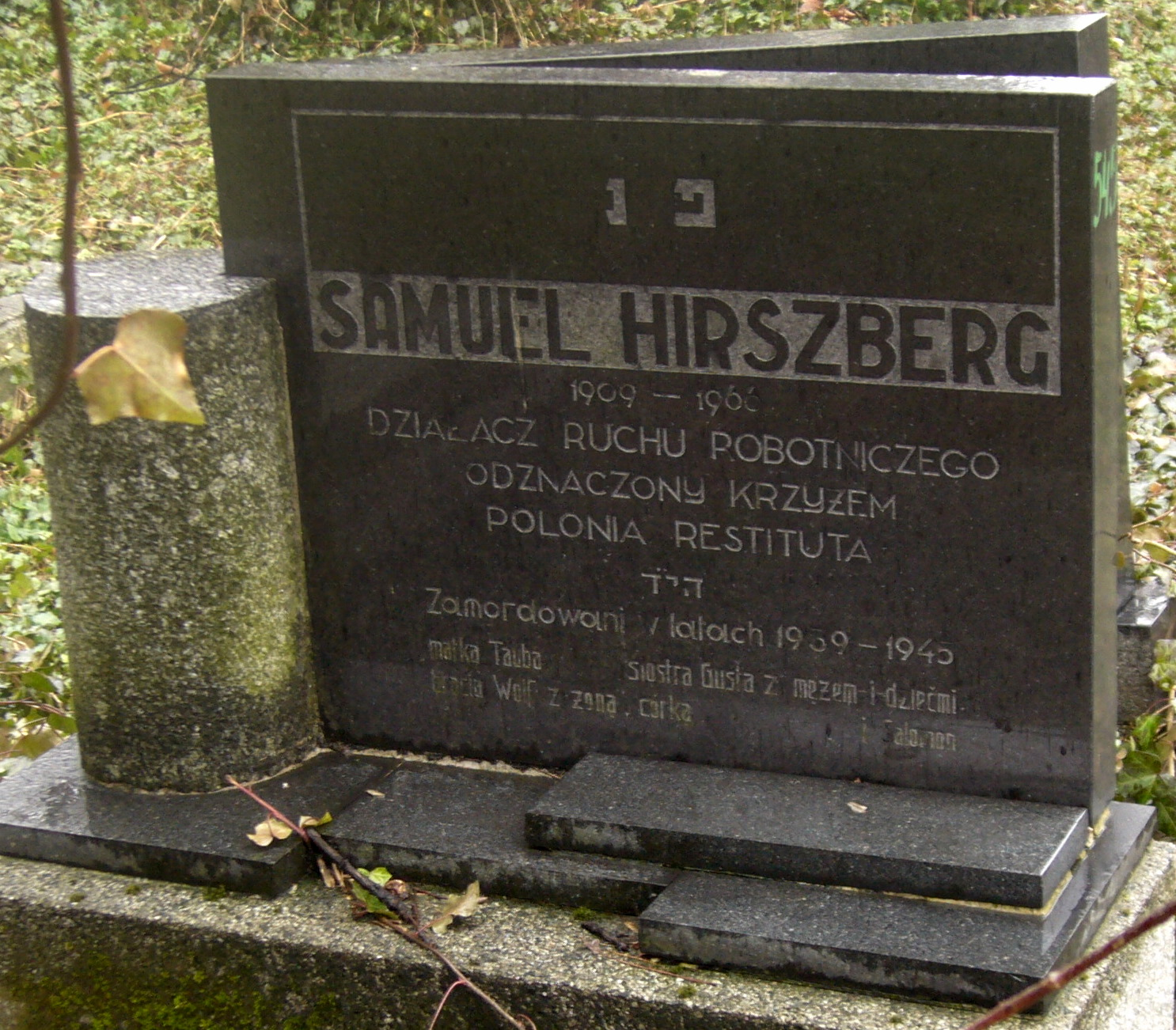
Grób Samuela Hirszberga z polską inskrypcją. Na dole dopisane informacje o krewnych zmarłych w czasie wojny. Widoczne też elementy inskrypcji hebrajskiej

Pierwsze inskrypcje w języku polskim zaczęły się pojawiać w okresie międzywojennym. Początkowo były to krótkie informacje (np. urodzony, zmarł) oraz formuły końcowe. Rzadziej spotykane były napisy wyłącznie po polsku.
Polskie inskrypcje rozpowszechniły się po II wojnie światowej. Początkowo były to przede wszystkim dopisywane na grobach osób zmarłych przed 1939 r. informacje o krewnych, którzy zginęli w latach 40. Są to zarówno krótkie dopiski, jak i dość szczegółowe opisy – kim byli, gdzie i kiedy zginęli itp. Spośród zwrotów spotykanych na nagrobkach najczęściej występują: ku pamięci, pamięci ofiar okupacji hitlerowskiej, zamordowani w latach 1939–1945, męczennikom terroru hitlerowskiego oraz pamięci pomordowanych przez zbirów hitlerowskich / hitlerowskich barbarzyńców. Po polsku wyryto także napisy na grobach żydowskich żołnierzy poległych podczas wojny. W późniejszym okresie, ze względu na brak ludności niemieckojęzycznej oraz coraz słabszą znajomość hebrajskiego, polski stał się dominującym językiem na nowych nagrobkach.
Daty zapisane są według kalendarza gregoriańskiego. Zdarza się, że obok znajduje się data według kalendarza żydowskiego.

#### Inskrypcje w języku jidysz

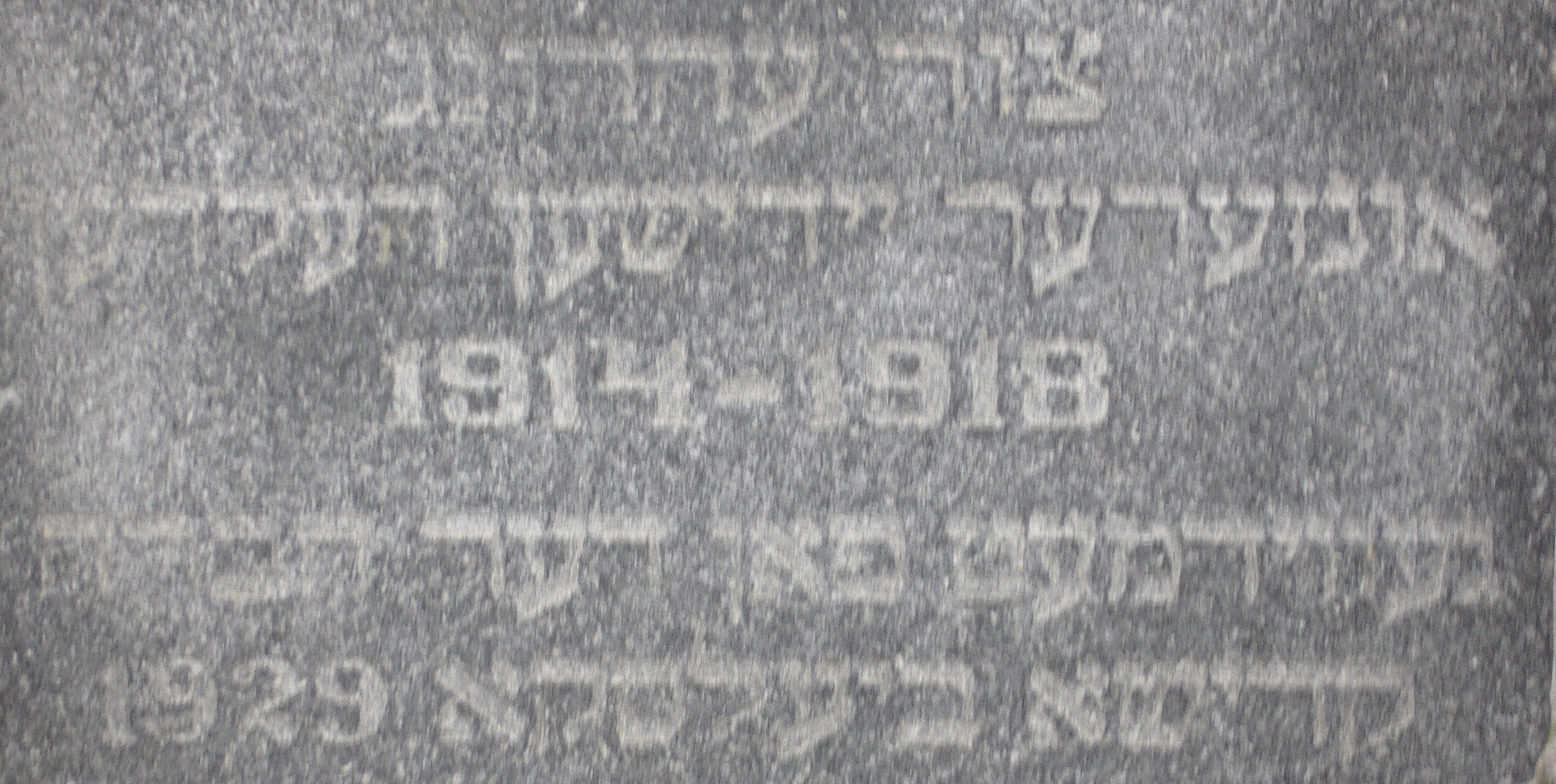
Inskrypcja w jidysz na pomniku żołnierskim

Inskrypcje w języku jidysz, dialekcie wytworzonym przez średniowiecznych Żydów zamieszkujących państwa niemieckie, należą na bielskim cmentarzu do najrzadszych. Wynika to z faktu, że bielscy Żydzi praktycznie w ogóle go nie używali – przeważała to ludność niemieckojęzyczna (rzadziej polskojęzyczna), podczas gdy w liturgii używano hebrajskiego.
Najdłuższa zachowana inskrypcja w jidysz znajduje się na pomniku upamiętniającym żołnierzy żydowskiego pochodzenia, którzy zginęli w czasie I wojny światowej.

### Symbolika
Na wielu nagrobkach, oprócz inskrypcji, znajdują się przedstawienia symboliczne. Najczęściej są to płaskorzeźby zwieńczające epitafia. Spełniają one zarówno funkcję dekoracji, jak i symbolu.
W porównaniu z wieloma innymi kirkutami, bielski jest dość ubogi w symbolikę nagrobną. Wynika to m.in. z faktu, że była ona chętniej stosowana przez środowiska ortodoksyjne, a gmina bielska miała charakter postępowy.

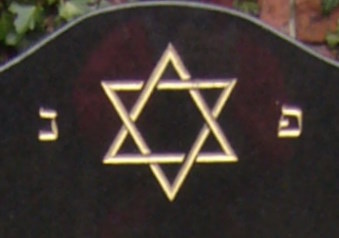
Gwiazda Dawida na grobie M. Metzendorfa

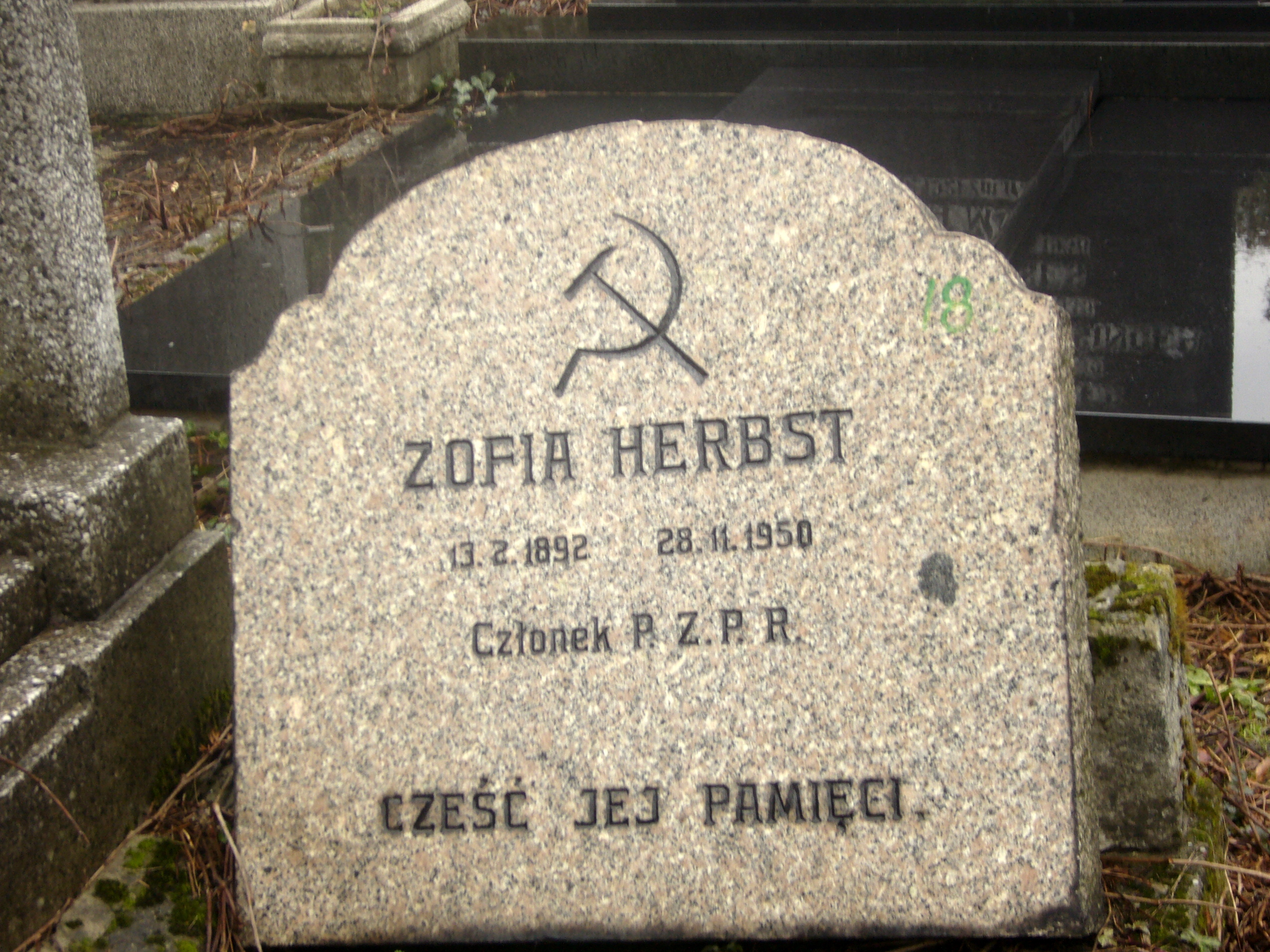
Nagrobek Zofii Herbst z sierpem i młotem

Symbole nagrobne spotykane na cmentarzu żydowskim w Bielsku-Białej to:
- Gwiazda Dawida – symbol stosowany w starożytności jako znak magiczny, obecnie oznaczający przynależność do narodu żydowskiego; znajduje się na kilkunastu grobach;
- Palma lub drzewo – symbol odnoszący się prawdopodobnie do wersetu Sprawiedliwy jak palma zakwitnie z psalmu 92, stanowiący również odzwierciedlenie tęsknoty za Ziemią Obiecaną; jest najpopularniejszym symbolem spotykanym na nekropolii i występuje zarówno w formie całego drzewa (najczęściej z odciętymi gałęziami), jak i samych liści;
- Korona – symbol występujący tylko na grobach mężczyzn, najczęściej odnoszony do pobożności zmarłego lub faktu, że stał on na czele rodziny, gminy, bądź jakiejś innej grupy; często w samej koronie lub obok niej wyryte są litery כשט lub cały wyraz כתר שם טוכ – Keter Szem Tow (korona dobrego imienia);
- Dłonie kapłana ułożone w geście błogosławieństwa – symbol spotykany wyłącznie na grobach mężczyzn; oznacza przynależność do rodu Kapłanów;
- Dzban i misa – symbol umieszczany wyłącznie na nagrobkach mężczyzn, oznaczający przynależność do pokolenia Lewiego;
- Świecznik – symbol spotykany wyłącznie na grobach kobiet, przedstawiany w formie wieloramiennej, pojedynczych świec lub lichtarzy; zdarza się, że przedstawione świece są złamane, symbolizując przerwane życie;
- Kwiaty i inne rośliny – symbole spotykane głównie na grobach dzieci i osób zmarłych w młodym wieku; na wielu nagrobkach występują także stylizowane ornamenty roślinne;
- Lwy – symbol odnoszący się bezpośrednio do pokolenia Judy; na nagrobkach często przybierają formę pary lwów heraldycznych;
- Sierp i młot – na bielskim cmentarzu znajduje się prawdopodobnie jedyny nagrobek, w którego zwieńczeniu wykuto właśnie te symbole; upamiętnia on członkinię PZPR (brak bliższych informacji o działalności), Zofię Herbst zmarłą w 1950 r.;

Część z tych symboli łączy się ze sobą na nagrobkach. Zdarza się również, że na jednym grobie umieszczono kilka przedstawień symbolicznych.

### Kamieniarze

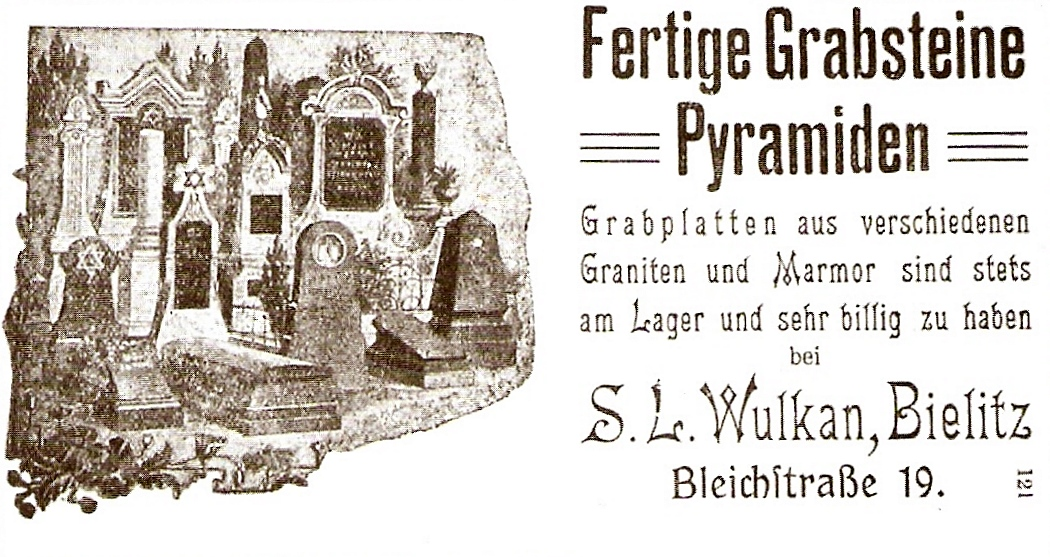
Reklama zakładu kamieniarskiego Salomona Wulkana zamieszczona w Bielitz-Bialaer Anzeiger

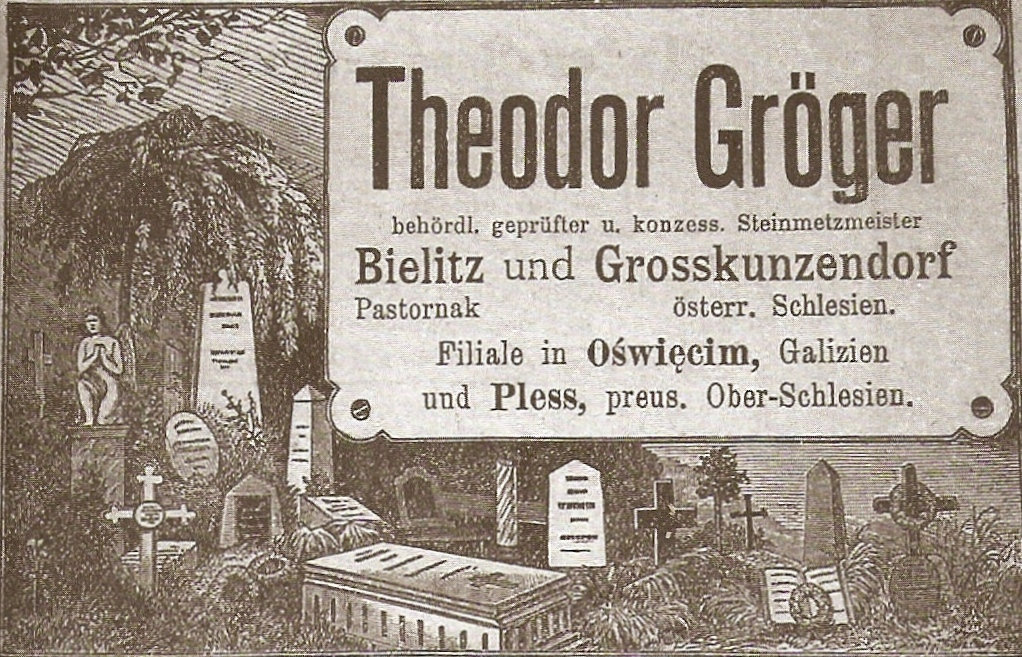
Reklama zakładu kamieniarskiego Theodora Grögera zamieszczona w Bielitz-Bialaer Anzeiger

Dzięki zamieszczonym na nagrobkach sygnaturom znanych jest większość nazwisk kamieniarzy wykonujących groby na bielski cmentarz żydowski.
Najwięcej nagrobków pochodzi z zakładu Salomona Leisera Wulkana. Był on członkiem wywodzącej się z Oświęcimia rodziny o wieloletnich tradycjach kamieniarskich. Miał początkowo zakład przy pl. Solnym w Oświęcimiu, a następnie w Bielsku przy ul. Blichowej 19, potem Nad Ścieżką 5. O prężnej działalności jego zakładu świadczą przede wszystkim bardzo liczne reklamy zamieszczane w bielskich gazetach: Bielitz-Bialaer Anzeiger (pol. Wieści Bielsko-Bialskie) oraz Jüdisches Volksblatt – Tygodnik Żydowski.
Spora część grobów została także wykonana w zakładach:
- A.J. Wulkana z Oświęcimia (nagrobki na cmentarz przy ul. Wyzwolenia, przeważnie na zamówienie ortodoksyjnej części społeczności żydowskiej obu miast; charakteryzują się dużą ilością inskrypcji w języku hebrajskim)
- Theodora Grögera z Bielska (głównie najdroższe i najbardziej ekskluzywne grobowce)
- Josefa Scheuerera z Białej (podobnie jak Gröger, był wykonawcą droższych nagrobków)

Pojedyncze nagrobki pochodzą z zakładów, którzy prowadzili następujący kamieniarze:
- Ryszard Borger z Bielska
- Salomon Allerhand z Białej
- Neuhoff z Bielska
- Weinlich z Opawy
- Becke z Morawskiej Ostrawy
- Bracia Figatner z Krakowa
- Smetana z Morawskiej Ostrawy
- M. Sonnenschein z Wiednia
- Ed. Hauser z Wiednia

## Dom przedpogrzebowy

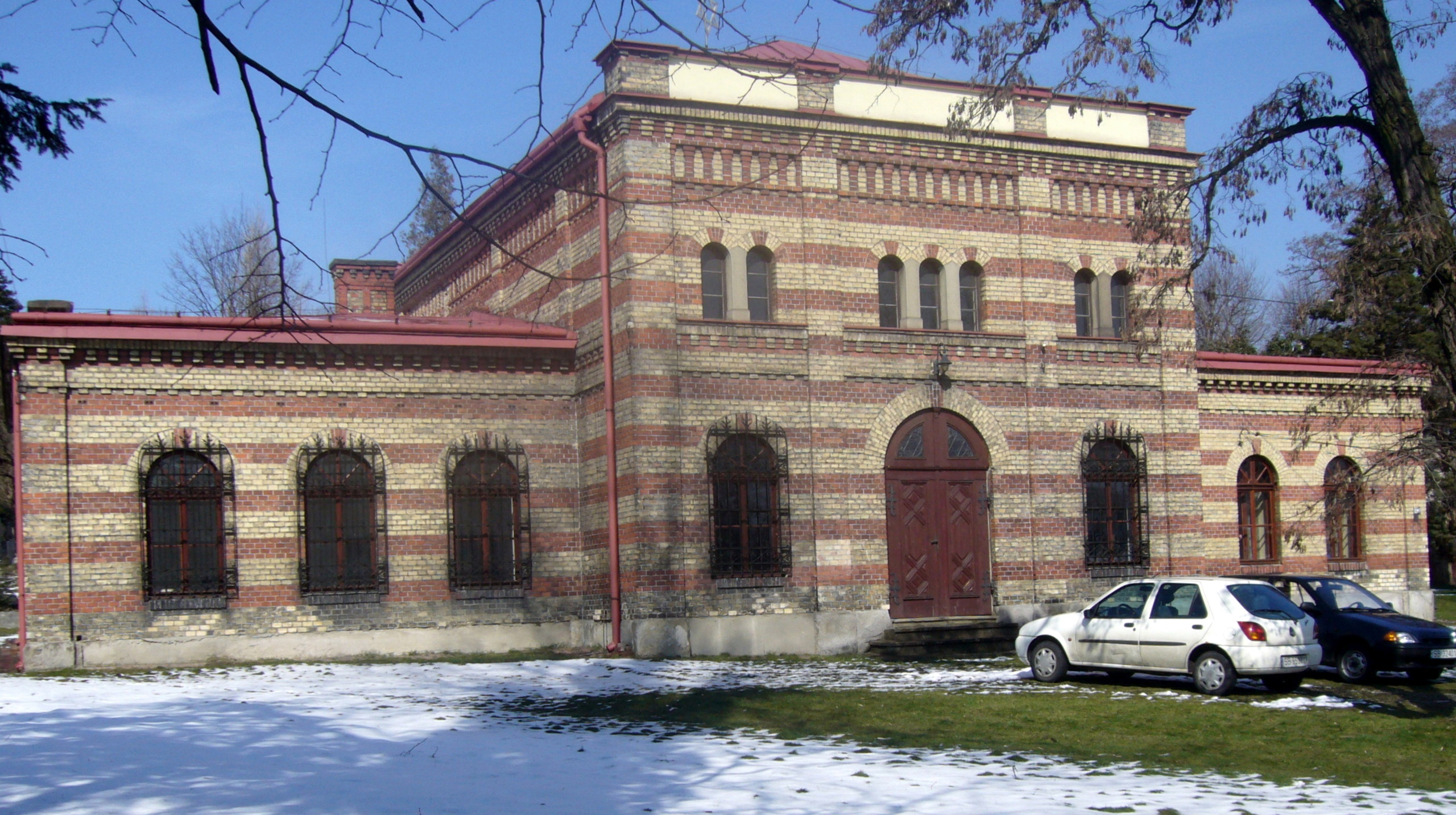
Dom przedpogrzebowy
Widok od strony ul. Cieszyńskiej

Dom przedpogrzebowy, czyli budynek, w którym odbywają się nabożeństwa żałobne, znajduje się w południowej części cmentarza, naprzeciw wejścia od strony ul. Cieszyńskiej, w otoczeniu zieleni. Obrzędy pogrzebowe odprawiane są w sali znajdującej się w środkowej części budynku. Skrzydło zachodnie mieści kostnicę, natomiast w skrzydle wschodnim zamieszkuje opiekun cmentarza wraz z rodziną.
Pierwszy dom przedpogrzebowy został zbudowany w 1867 r. przez firmę budowlaną bielskiego architekta Andrzeja Walczoka. Koszty budowy zostały pokryte z dobrowolnych datków członków miejscowej gminy żydowskiej. Na początku lat 80. XIX w. budowla, znacznie mniejsza od obecnej, spłonęła. Po uporządkowaniu terenu, w 1885 r., wzniesiono w tym samym miejscu nowy budynek zaprojektowany przez Karola Korna.
Obecnie jest to jedyny żydowski budynek sakralny w mieście. Jego architektura (łącząca w sobie elementy neoromanizmu i stylu mauretańskiego), a w szczególności dwubarwna (czerwono-żółta) elewacja jest zbliżona do architektury innych obiektów projektu Korna – nieistniejącej już synagogi przy ul. Mickiewicza oraz sąsiadującego z nią budynku Sądu Rejonowego (dawnej siedziby żydowskiej gminy wyznaniowej w Bielsku), a także Dworca Głównego.
Dach domu przedpogrzebowego jest przykryty blachą na więźbie drewnianej. Posadzka w sali głównej wykonana została z dwubarwnej terakoty obwiedzionej bordiurą o plecionkowym ornamencie.

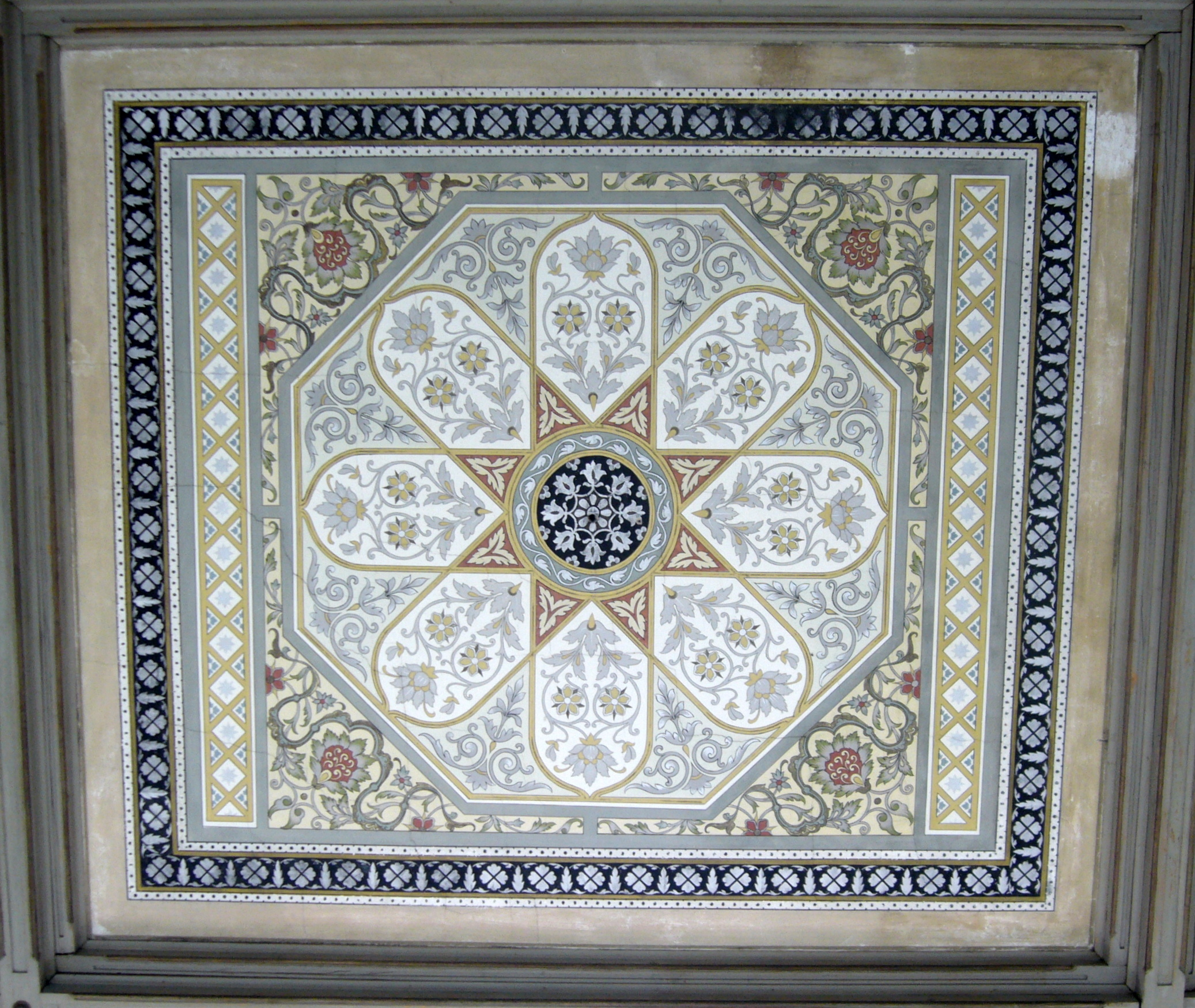
Jeden z trzech kasetonów środkowych

Najcenniejszym elementem wnętrza budynku są polichromie stropowe znajdujące się w sali głównej. Zajmują powierzchnię 144 m² (16 × 9 m). Zaprojektowano je na zasadzie podziałów przy zastosowaniu profilowanych belek ze złoconymi kanelurami. Podstawy belek mierzą 1 × 0,15 m, natomiast profilowane belki 1 × 0,5 m. Strop oddzielony jest od ścian malowanymi podziałami fasety i profilowanymi gzymsami. Polichromię wykonano w technice klejowej, na cienkiej zaprawie wapienno-piaskowej, położonej na trzcinowej macie, przybitej do drewnianej podsufitki, składającej się z drobnych beleczek przylegających do siebie.
Kasetonowy strop oparty jest na harmonijnej kompozycji z kwadratów i prostokątów o zróżnicowanej wielkości. Największe trzy kwadratowe kasetony wypełniają w układzie pasowym środkową część sufitu. Wyznaczają również dwie prostopadłe osie symetrii, na których opiera się cała struktura stropu. Po obu stronach linii powstały analogiczne układy kasetonów. Najmniejsze kwadratowe kasetony umieszczono wzdłuż ścian bocznych, przez co powstało ozdobne obramowanie otaczające środkowe kasetony posiadające najbogatszą polichromię. Im dalej od środka, tym wielkość kasetonów się zmniejsza. Układ polichromii tworzy wrażenie zwartej całości podporządkowanej kluczowym elementom, co świadczy o inspiracji architekta sztuką klasyczną. Odwoływanie się do niej widoczne jest również w ornamentyce. Najbardziej oddalone kasetony zdobią dekoracje roślinne i motywy geometryczne potraktowane dość swobodnie. W kasetonach bezpośrednio przylegających do trzech największych motywy roślinne są o wiele bardziej podporządkowane ograniczonym płaszczyznom geometrycznym. Z kolei kluczowe dla całej struktury kasetony środkowe posiadają bardzo drobiazgowy układ ornamentów roślinnych zamkniętych na bardzo małych geometrycznych polach, z których każde zostało wykonane z wielką dokładnością i dbałością o każdy element.
Strop jest jedynym w regionie zachowanym tego typu malowidłem żydowskiej kultury sakralnej. Autor dzieła pozostaje nieznany.

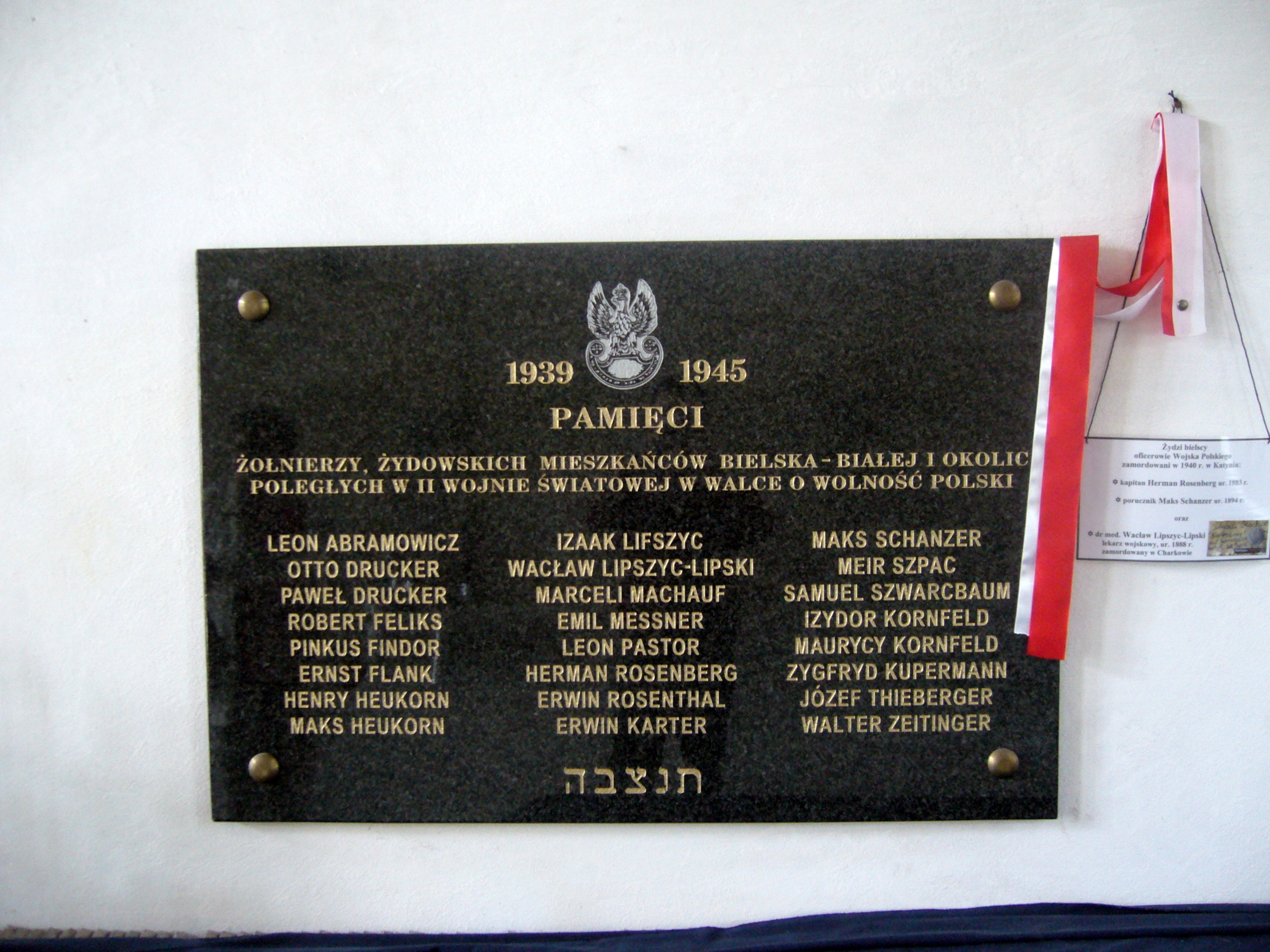
Tablica Pamięci żołnierzy, żydowskich mieszkańców Bielska-Białej i okolic poległych w II wojnie światowej w walce o wolność Polski

Ściany podzielone są pilastrami na pola – po sześć pilastrów na ścianie wschodniej i zachodniej oraz po cztery na ścianie północnej i południowej. Na ścianach znajdują się polichromie, mające powierzchnię 350 m² (16 × 7 na ścianie wschodniej i zachodniej oraz 9 × 7 m na ścianie północnej i południowej). Zostały one jednak zamalowane w białą farbą, przez co można zobaczyć tylko niewielkie fragmenty, odsłonięte w wyniku prac konserwatorskich.
Całość wystroju malarskiego ścian i sufitu oraz posadzka podlegają ochronie prawnej. W 1997 r. na wniosek Gminy Żydowskiej zostały odrębnie wpisane do rejestru zabytków pod numerem B-61/1.
We wnętrzu sali głównej znajdują się pięć tablic upamiętniających bielskie rodziny, które zginęły w czasie II wojny światowej (Bochnerowie, Popiołowie, Goldfreundowie, Rosenzweigowie i Königsbergowie), tablica upamiętniająca wieloletniego rabina bielskiego – Markusa Steinera, tablica upamiętniająca aktora i reżysera teatralnego i filmowego Aleksandra Martena, a także tablica Pamięci żołnierzy, żydowskich mieszkańców Bielska-Białej i okolic poległych w II wojnie światowej w walce o wolność Polski. Przed ścianą wschodnią znajduje się symboliczny marmurowy nagrobek z cytatem z Księgi Ezechiela i podpisem: Pamięci Żydów pomordowanych w czasie II wojny światowej. W domu przedpogrzebowym umieszczono także najstarszy nagrobek – macewę Josefa Neumanna zmarłego 3 września 1849 r., która nie mogła być dłużej poddawana czynnikom atmosferycznym.

## Fauna i flora

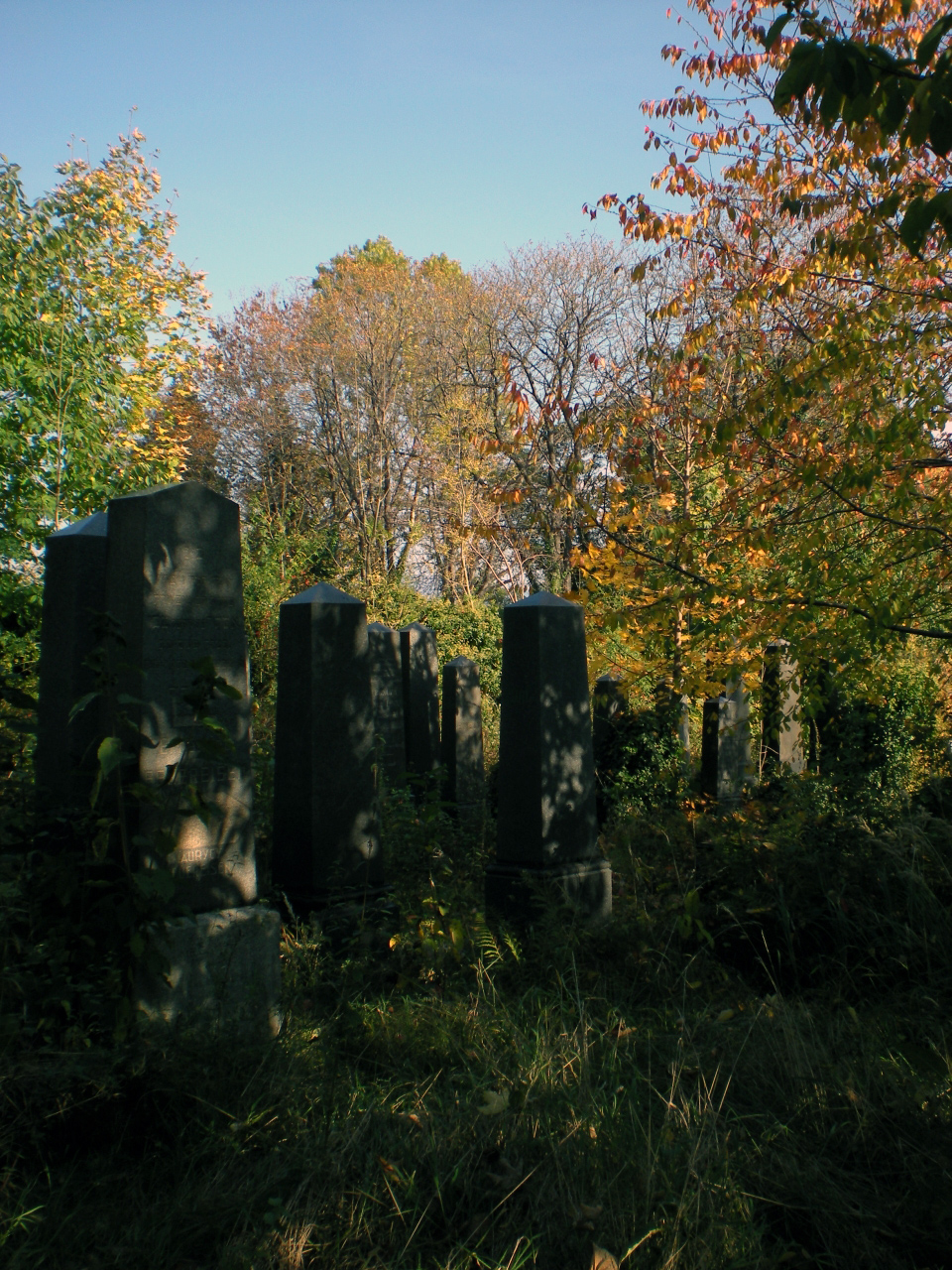
Drzewa na cmentarzu żydowskim jesienią

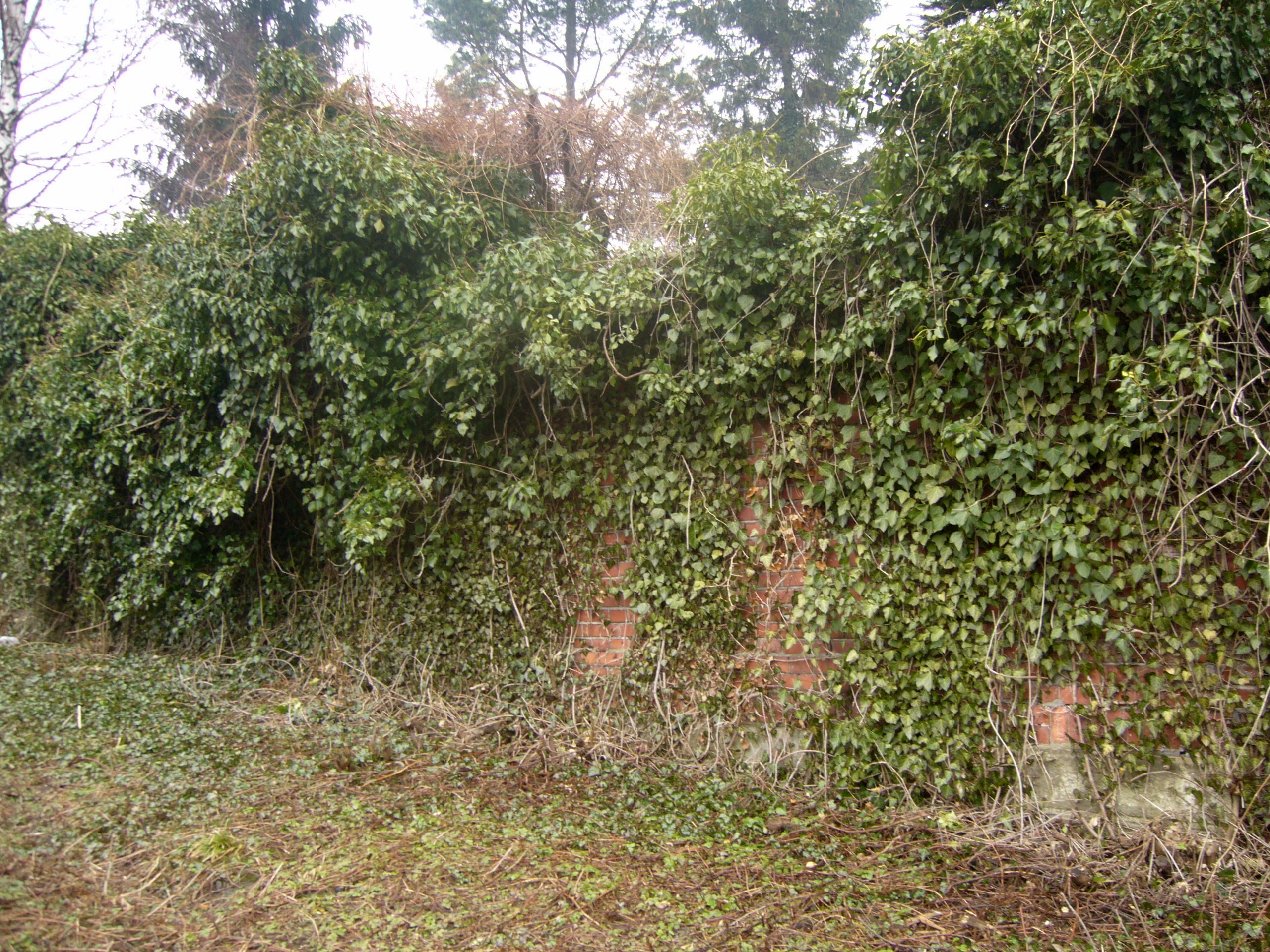
Mur opleciony bluszczem

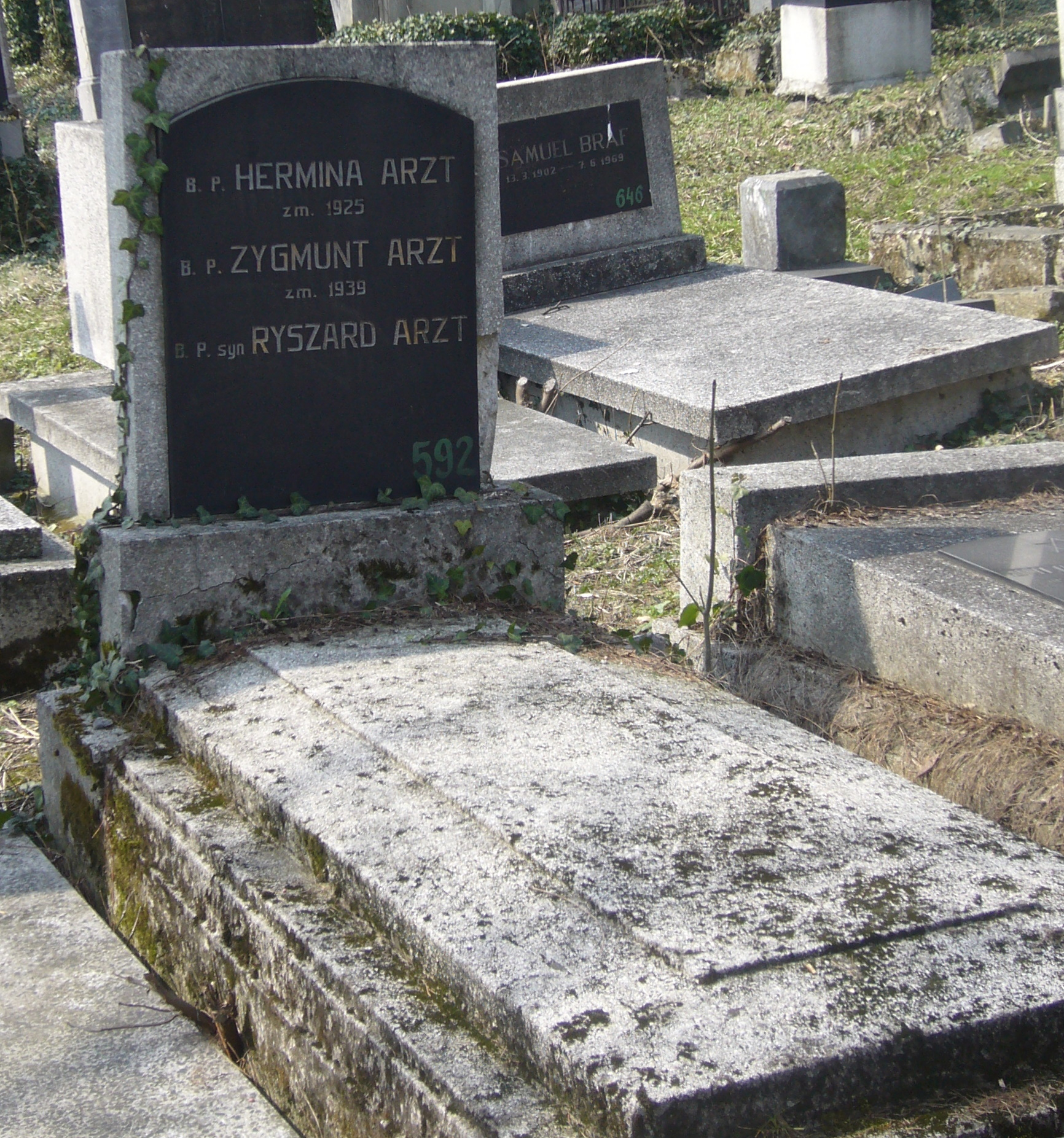
Grób Zygmunta Arzta

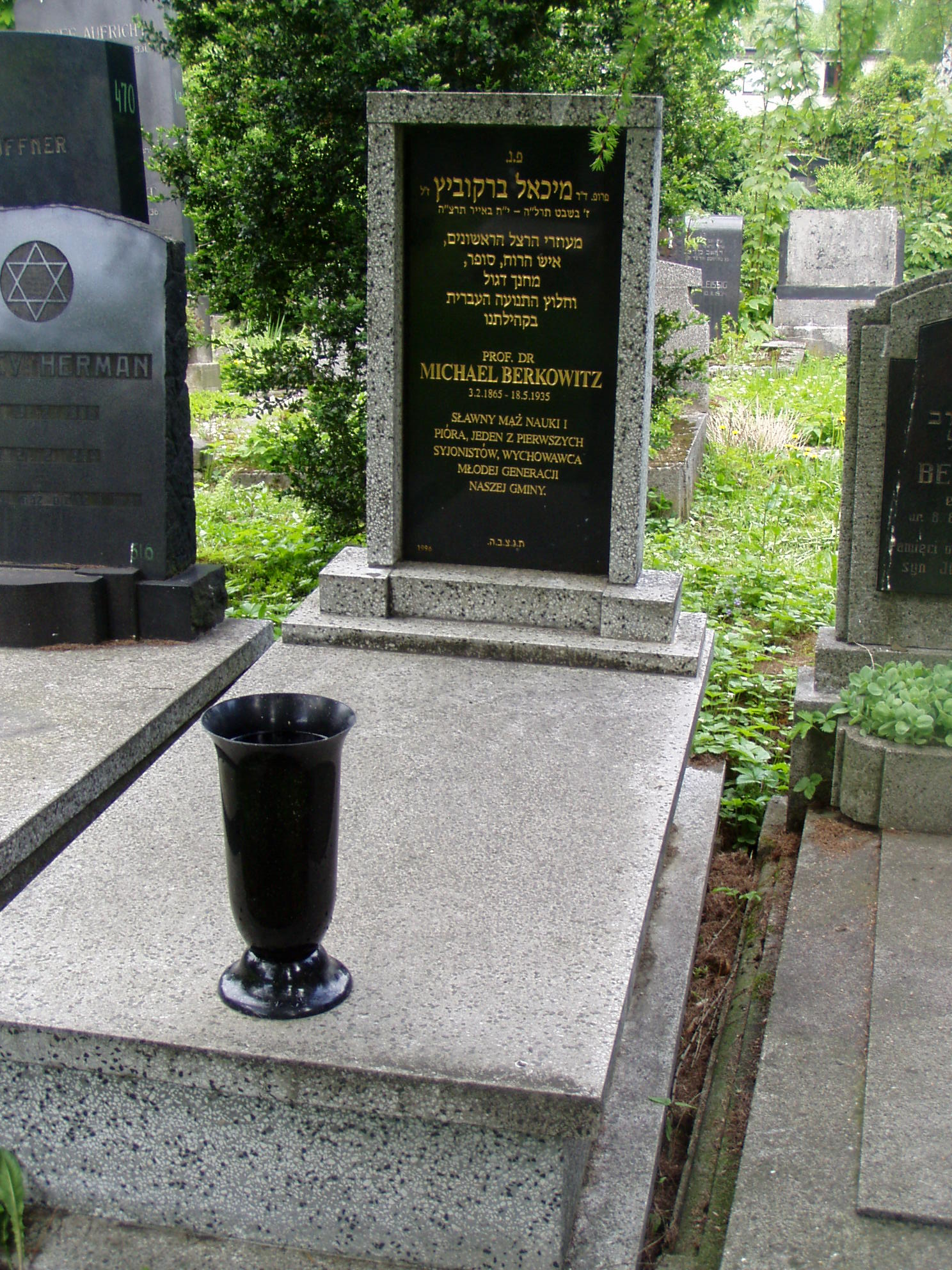
Grób Michaela Berkowitza

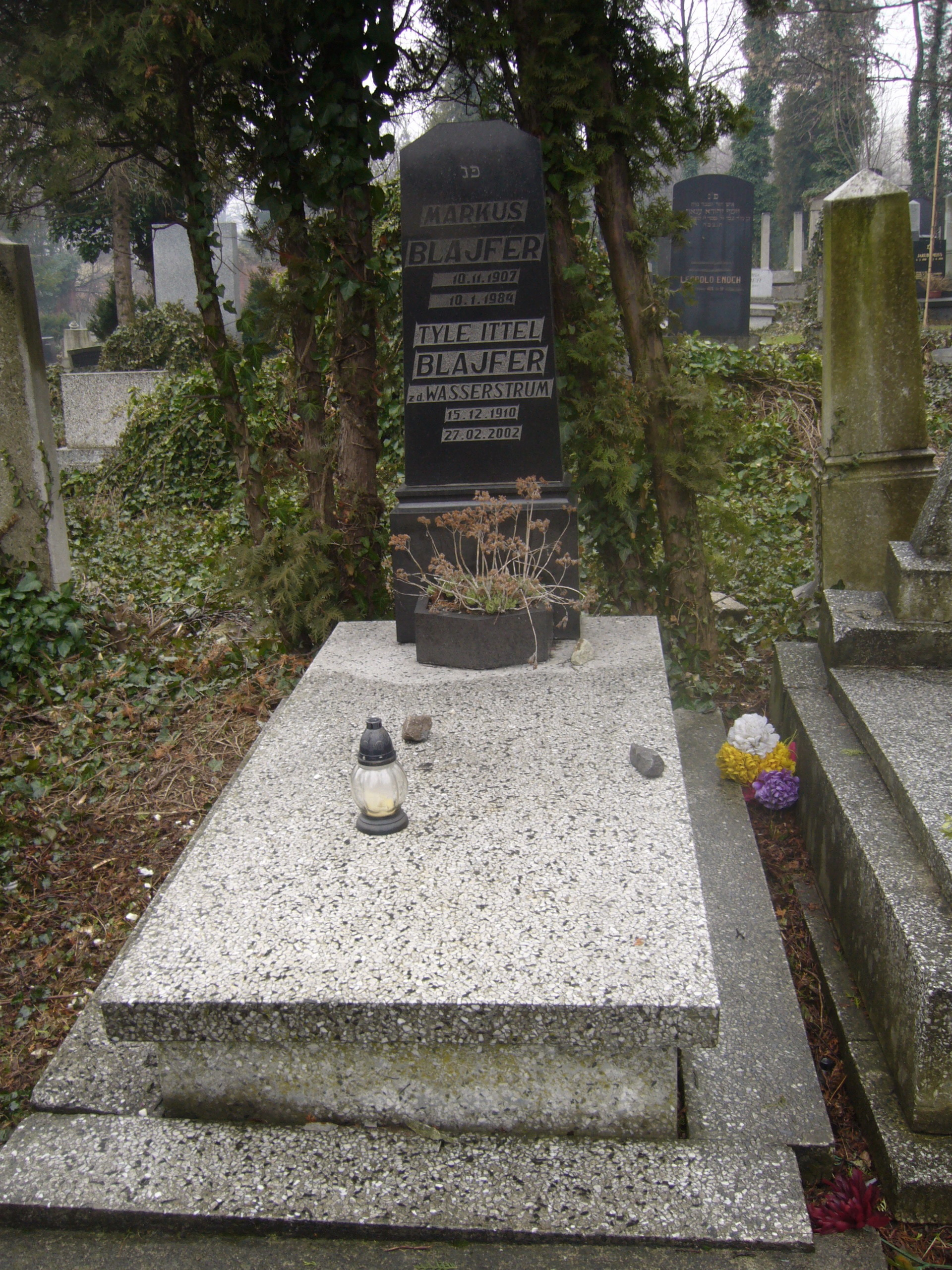
Grób Markusa i Tyli Blajferów

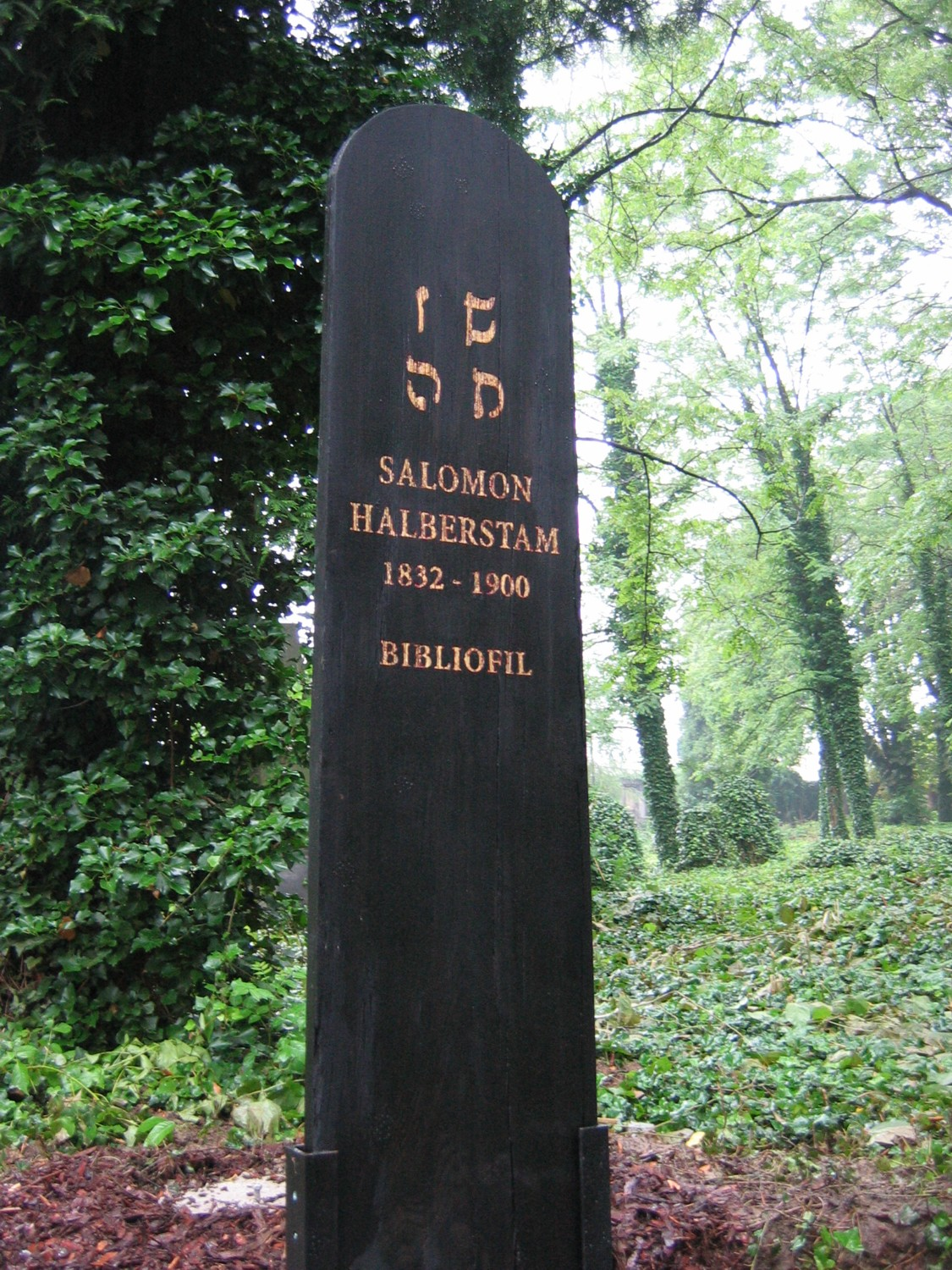
Grób Salomona Halberstama

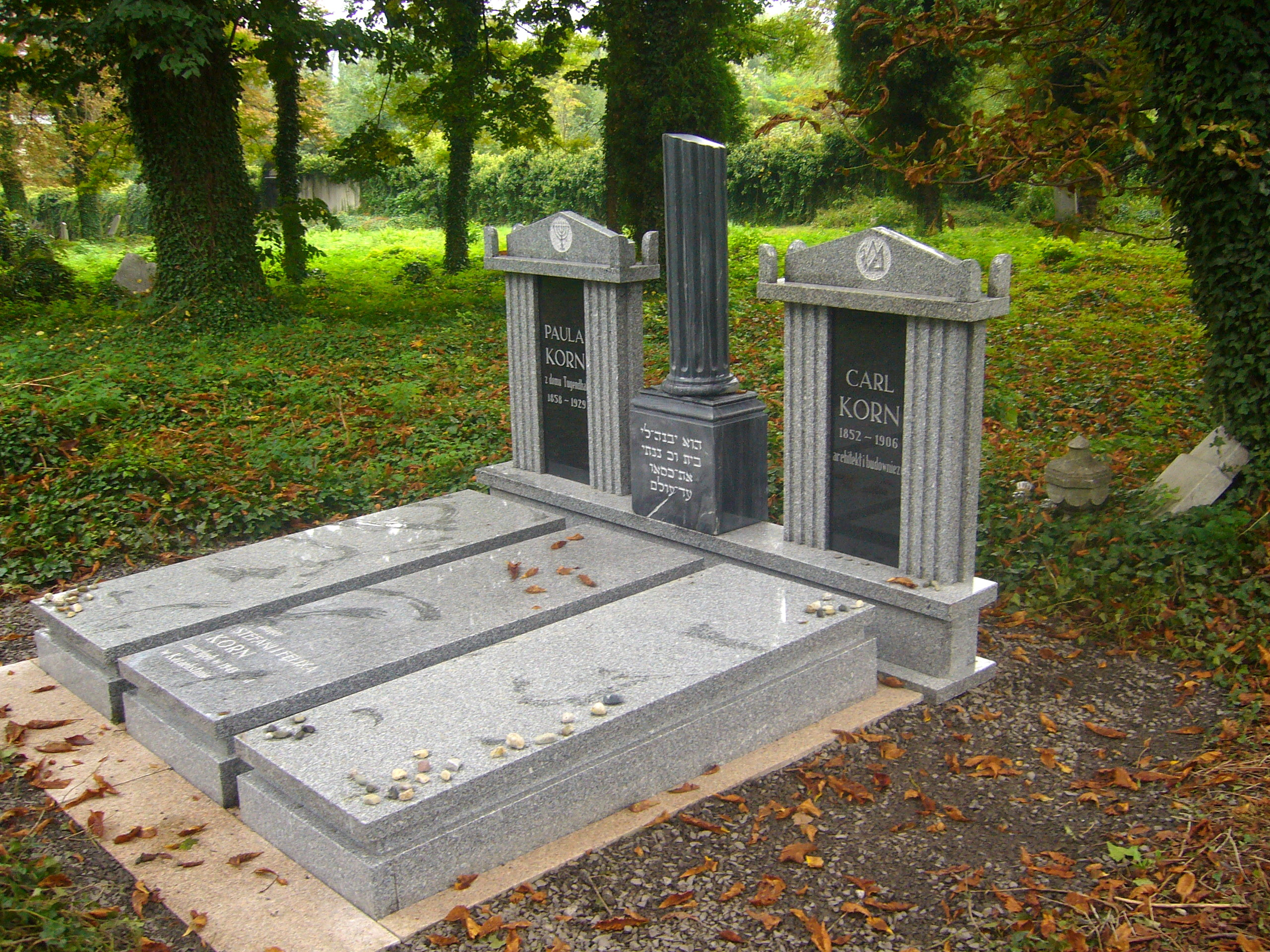
Grób Pauli i Karola Kornów

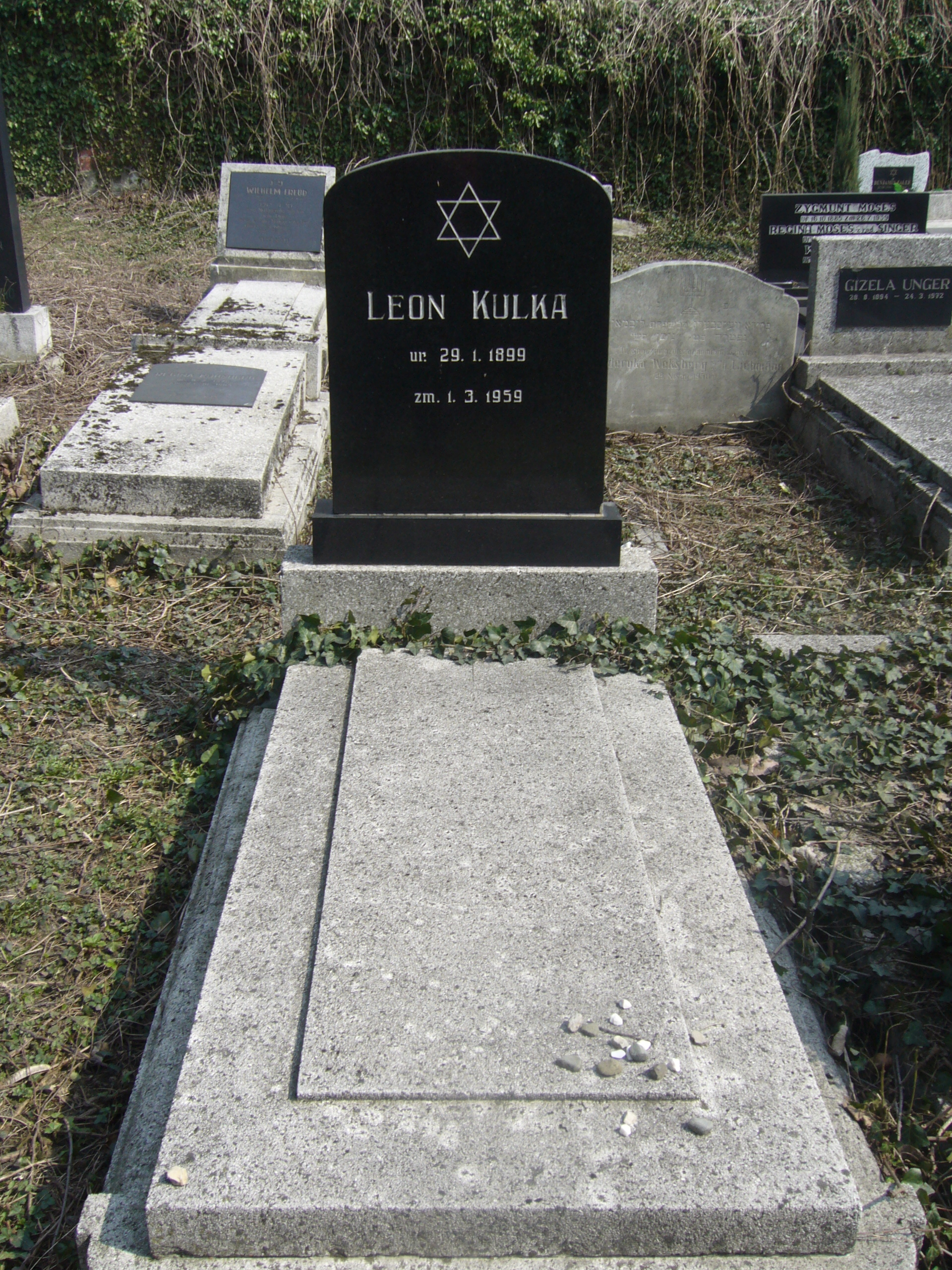
Grób Leona Kulki

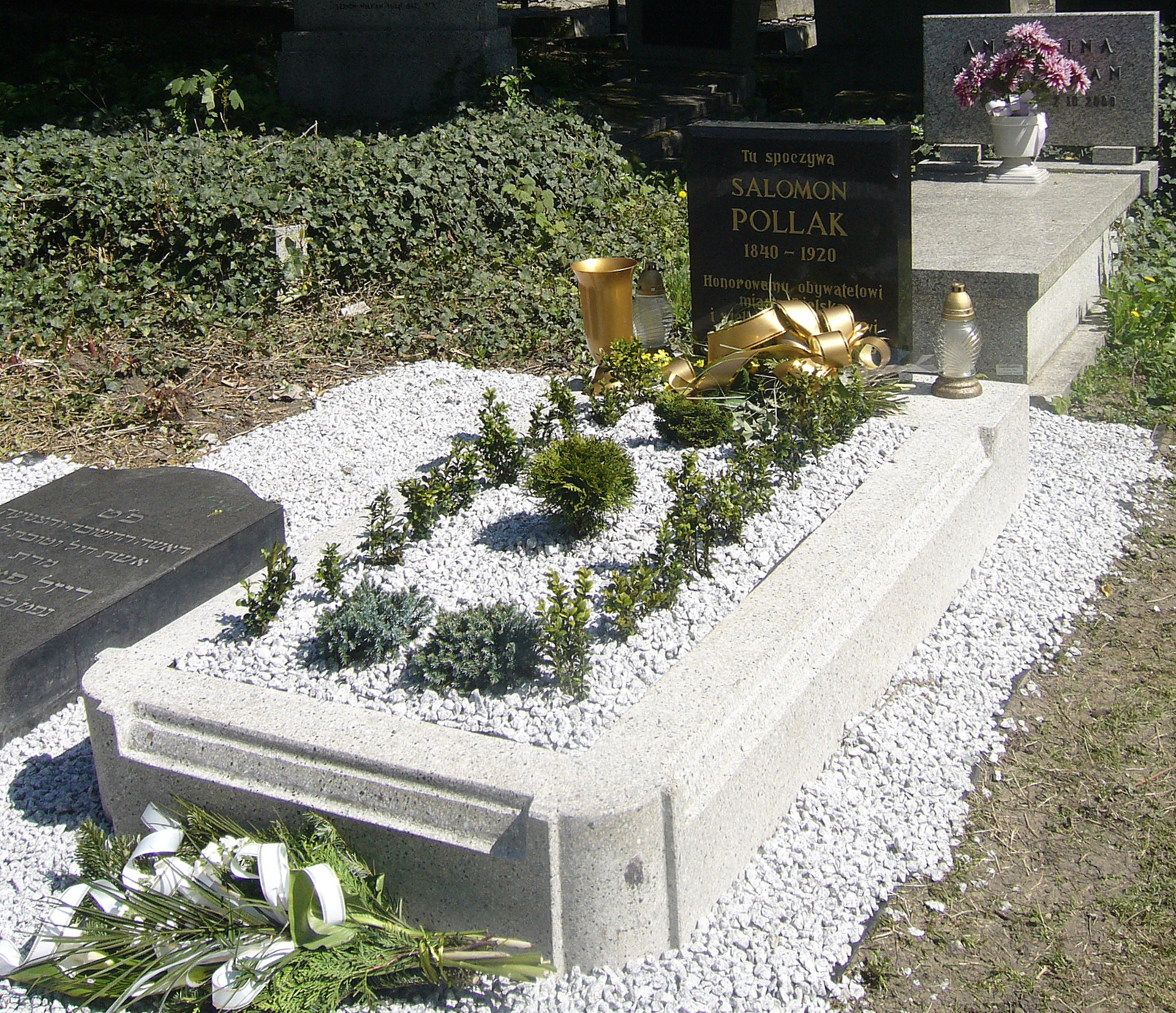
Grób Salomona Pollaka

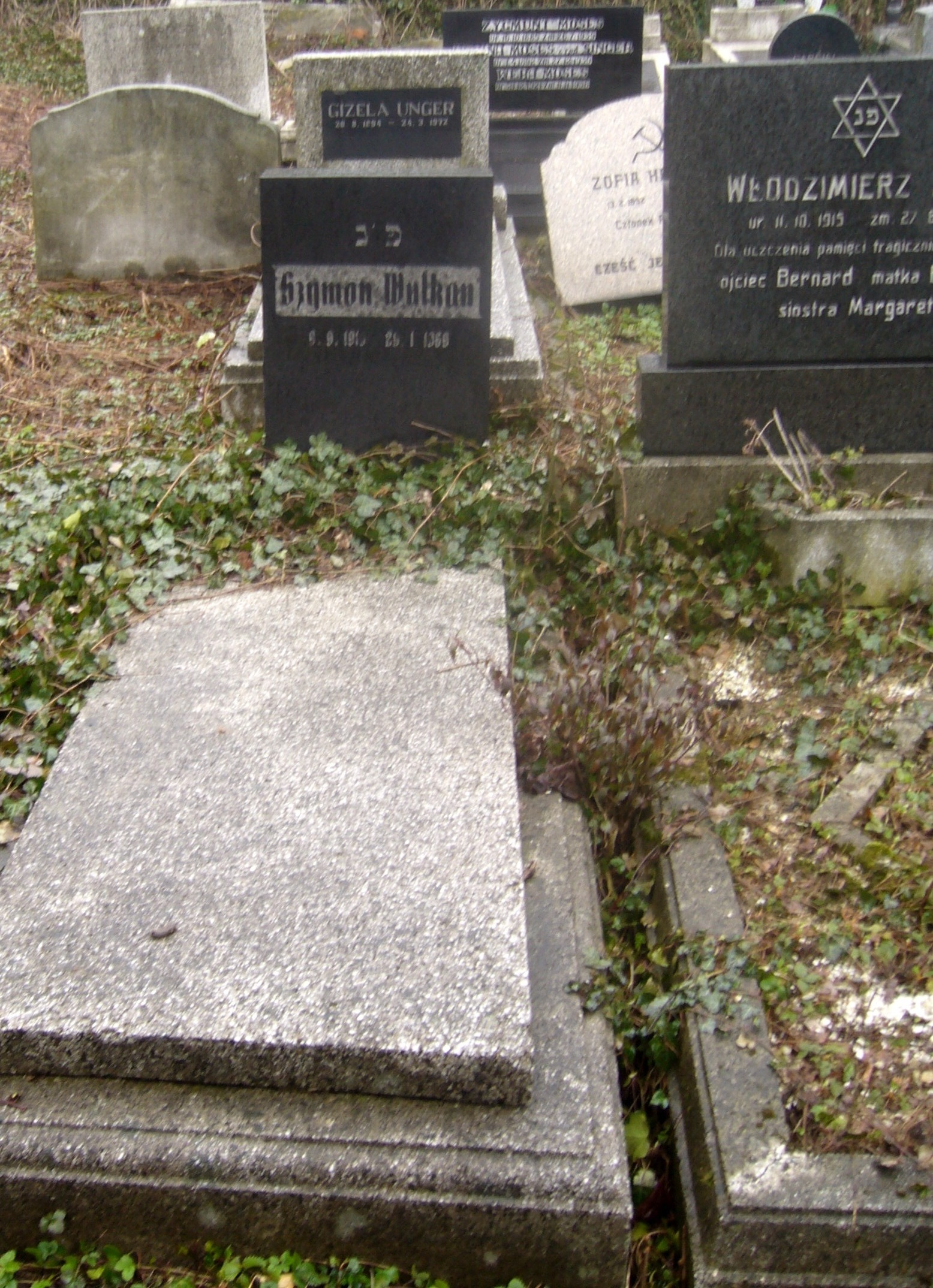
Grób Szymona Wulkana

Cmentarz żydowski stanowi jedną z enklaw dzikiej przyrody w centrum Bielska-Białej.
Najcenniejszym elementem flory jest bluszcz pospolity z często tu spotykanymi okazami kwitnącymi. Oplata on drzewa, groby i mury, a także płoży się na gruncie. Najbujniej pokrywa sektor F. Bluszcz rośnie na kirkucie od dawna, o czym świadczy grubość pędów sięgająca 15 cm.
Spośród drzew, najwięcej jest tui (ok. 40), akacji (ok. 30), klonów zwyczajnych (ok. 30) oraz kasztanowców (ok. 20). Ponadto rośnie także kilka egzemplarzy jesionów, wierzb, jodeł, modrzewi, jaworów, cisów pospolitych, cyprysów i cyprysików nutkajskich. Ubytki w postaci powalonych drzew są systematycznie uzupełniane młodymi egzemplarzami. Do najcenniejszych elementów drzewostanu należą: ciąg robinii akacjowych w odmianie kulistej wzdłuż Alei Zasłużonych oraz dwie aleje kasztanowców – w sektorze F oraz pomiędzy sektorami F i B (korony drzew w pierwszej z nich były niegdyś specjalnie kształtowane w celu podniesienia walorów estetycznych), a także pojedyncze okazy – lipa drobnolistna w sektorze F oraz wierzba płacząca w części południowej.
Inne rośliny występujące na cmentarzu to zachyłka Roberta, zanokcica murowa, barwinek pospolity, kalina koralowa i pierwiosnek wyniosły.
Cmentarna zieleń jest systematycznie pielęgnowana.
Kirkut jest również dogodnym miejscem do gniazdowania wielu gatunków ptaków parkowych. Zamieszkują go puszczyki, dzięciury pstre, kosy, dzwońce, kowaliki, kopciuszki, modraszki i synogarlice tureckie.
Oprócz ptaków występuje tu wiele rodzajów gryzoni oraz małych ssaków futerkowych.

## Pochowani
- Maurycy Aronsohn (1858–1934) – adwokat, autor publikacji o historii Żydów bielskich.
- Zygmunt Arzt (1884–1939) – przemysłowiec, prezes Gminy Wyznaniowej Żydowskiej w Bielsku.
- Gustaw Baum (1879–1937) – lekarz, syjonista.
- Leopold Baum (?–1856) – fabrykant, brat Moritza Bauma.
- Moritz Baum (1816–1862) – fabrykant, brak Leopolda Bauma.
- Michael Berkowitz (1865–1932) – pedagog i pisarz, pionier ruchu syjonistycznego.
- Karol Better (1893–1939) – przemysłowiec, działacz społeczny, brat Paula Bettera.
- Paul Better (1891–1933) – inżynier architekt, działacz społeczny, brat Karola Bettera.
- Ludwik Bialer (1913–1936) – syjonista.
- Samuel Bienenstock (1890–1936) – optyk, działacz społeczny.
- Markus Blajfer (1907–1984) – działacz społeczny i religijny, wieloletni przewodniczący bielskiego oddziału TSKŻ.
- Tyla Blajfer (1910–2002) – działaczka religijna, przewodnicząca bielskiego oddziału TSKŻ.
- Heinrich Braun (1870–1933) – przemysłowiec, filantrop.
- Samuel Braunberg (1810–1875) – działacz społeczny, pierwszy opiekun i przełożony cmentarza.
- Sara Sabine Brenner (?–1931) – działaczka społeczna.
- Adolf Brüll (1819–1898) – spedytor, działacz religijny, właściciel działki, na której powstał cmentarz.
- Ernst Maxymilian Brüll (1854–1912) – fabrykant.
- Zygfryd Dawidowicz (1900–1963) – lekarz dentysta.
- Bernhard Deutsch (1823–1887) – przemysłowiec, kupiec.
- Hans Deutsch (1860–1929) – adwokat, filantrop.
- Juliusz Drancz (1866–1938) – aptekarz, działacz społeczny, filantrop.
- Franciszek Edelmann (1900–1991) – działacz religijny, przewodniczący bielskiej Kongregacji Wyznania Mojżeszowego.
- Filip Feiler (1854–1933) – działacz społeczny.
- Dawid Feuereisen (1873–1937) – adwokat, prezes Gminy Wyznaniowej Żydowskiej w Białej.
- Eduard Feuerstein (?–1942) – działacz społeczny i religijny.
- Wolf Fleissig (1875–1934) – rzemieślnik, działacz religijny.
- Samuel Fränkel (1875–1937) – przedsiębiorca.
- Lazar Frankfurter (1830–1874) – pierwszy rabin bielski.
- Nathan Glaser (1834–1914) – rabin, działacz społeczny.
- Rudolf Goldberg (1900–1936) – lekarz dentysta.
- Ignacy Goldmann (1853–1938) – wieloletni nadkantor bielskiej synagogi.
- Samuel Gorge (1850–1919) – nauczyciel.
- Jacob Gross (1822–1901) – fabrykant.
- Siegmund Gross (1844–1913) – rabin.
- Salomon Joachim Halberstam (1832–1900) – bibliofil, kolekcjoner, publicysta, kupiec.
- Lazar Hecht (1827–1889) – kantor synagogi bielskiej.
- Moritz Heilpern (1870–1932) – przemysłowiec.
- Adolf Herman (1888–1969) – działacz społeczny i religijny, przewodniczący Kongregacji Wyznania Mojżeszowego w Bielsku-Białej.
- Benjamin Holländer (1801–1879) – przemysłowiec, pierwszy prezes bielskiej gminy żydowskiej.
- Bernhard Ichheiser (1847–1898) – adwokat, działacz społeczny.
- Salo Kalfuss (1878–1932) – kupiec, działacz społeczny, syjonista.
- Eugeniusz Kellner (1872–1938) – nauczyciel, syjonista.
- Adolf Klein (1848–1933) – lekarz.
- Aron Kohn (?–1875) – lekarz, kantor synagogi bielskiej, działacz religijny.
- Karol Korn (1852–1906) – architekt i budowniczy.
- Jan König (1871–1929) – budowniczy.
- Leon Kulka (1899–1959) – optyk, działacz sportowy.
- Leopold Landau – architekt i budowniczy.
- Ludwig Lengfelder (1853–1924) – kupiec, działacz społeczny i religijny.
- Wolf Wilhelm Lesser (1845–1882) – drugi rabin bielski.
- Henryk Luft-Lotar (1901–1979) – reżyser i aktor teatralny.
- Wilhelm Machauf (1873–1938) – lekarz.
- Siegmund Markusfeld (1847–1903) – adwokat, działacz społeczny.
- Awigdor Mermelstein (1851–1925) – syjonista, publicysta.
- Maksymilian Metzendorf (1898–1997) – działacz religijny, przewodniczący bielskiej Kongregacji Wyznania Mojżeszowego.
- Max Midelburg (?–1916) – kupiec, przemysłowiec.
- Simon Nachmann (1866–1931) – kupiec, działacz społeczny.
- Julius Nichtensauer (1865–1932) – kupiec, działacz religijny.
- Samuel Paneth – przedsiębiorca.
- Josef Perl (1821–1914) – fabrykant.
- Jakub Plessner (1882–1920) – nauczyciel.
- Adolf Pollak (1847–1892) – kupiec, filantrop.
- Salomon Pollak (1840–1920) – radca cesarski, finansista, działacz społeczny, filantrop, wieloletni przewodniczący Izraelickiej Gminy Wyznaniowej w Bielsku.
- Theodor Pollak (1853–1912) – przemysłowiec, filantrop.
- Feiwel Szraga Rabinowitz (1853–1926) – fabrykant, syjonista.
- Eugeniusz Reach (1877–1950) – lekarz.
- Ludwik Reich (1852–1906) – lekarz, działacz społeczny.
- Maurycy Reich (1881–1934) – kupiec, działacz społeczny.
- Samuel Reich (1860–1909) – adwokat, prezes Izraelickiej Gminy Wyznaniowej w Białej.
- Karl Riesenfeld (1852–1917) – fabrykant.
- Moritz Riesenfeld (1844–1906) – działacz społeczny, filantrop.
- Sofie Steingraber-Riesenfeld (1854–1896) – działaczka społeczna.
- Salo Rittermann (1865–1911) – fabrykant, filantrop, działacz religijny.
- Josef Robinsohn (1873–1919) – przemysłowiec.
- Emil Rosenbaum (1880–1934) – kupiec, przemysłowiec, działacz społeczny.
- Szymon Rosenberg (1877–1936) – kupiec, prezes Gminy Wyznaniowej Żydowskiej w Białej.
- Filip Rosengarten (1907–1987) – adwokat.
- Maksymilian Rosenmann (1889–1960) – lekarz pediatra.
- Arnold Rössler (1861–1915) – lekarz, radca cesarski, syn Ignatza Rösslera.
- Ignatz Rössler (1829–1896) – adwokat, prezes Izraelickiej Gminy Wyznaniowej w Bielsku, ojciec Arnolda Rösslera.
- Lazar Sandler (1879–1933) – przemysłowiec, syjonista, działacz społeczny.
- Jakub Schanzer (1863–1925) – przemysłowiec, działacz społeczny.
- Oskar Schanzer (1874–1939) – adwokat, działacz społeczny.
- Ignatz Schlesinger (1841–1919) – administrator i opiekun bielskiej synagogi.
- Julius Schmetterling (1850–1931) – adwokat, filantrop.
- Adolf Aron Silbermann (1869–1936) – metalurg, syjonista.
- Benzion Sokirański (1857–1953) – artysta malarz.
- Israel Isidor Söwy (1829–1895) – działacz społeczny, filantrop.
- Józef Steckel (1857–1927) – adwokat, działacz społeczny.
- Aleksander Szrajber (1921–2003) – działacz religijny, przewodniczący Gminy Wyznaniowej Żydowskiej w Bielsku-Białej.
- Adolf Treibel (1866–1935) – fabrykant, działacz społeczny.
- Eduard Tugendhat (1836–1899) – kupiec, polityk.
- Josef Tugendhat (1862–1913) – przemysłowiec, działacz społeczny, syn Salomona Tugendhata, brat Samuela Tugendhata.
- Salomon Tugendhat (1818–1890) – kupiec, działacz religijny, przewodniczący Izraelickiej Gminy Wyznaniowej w Bielsku, ojciec Josefa i Samuela Tugendhata.
- Samuel Tugendhat (1854–1912) – fabrykant, syn Salomona Tugendhata i brat Josefa Tugendhata.
- Hugo Tyras (1905–1937) – urzędnik, działacz sportowy.
- Alfred Wachtl (1863–1914) – przemysłowiec, działacz religijny.
- Max Wollmann (1868–1933) – nauczyciel.
- Salomon Leiser Wulkan (1873–1935) – kamieniarz, twórca większości nagrobków na cmentarzu, ojciec Szymona Wulkana.
- Szymon Wulkan (1919–1969) – kamieniarz, ostatni żydowski kamieniarz w Polsce, syn Salomona Wulkana.
- Leon Zimmermann (1892–1987) – lekarz.
- Leon Zitrin (1883–1942) – adwokat.

## Zwiedzanie
Cmentarz otwarty jest od świtu do zmierzchu w dni powszednie oraz niedziele, nieczynny z kolei w soboty (szabat) oraz święta żydowskie. Zgodnie z tradycją żydowską, mężczyźni odwiedzający kirkut powinni mieć nakrycie głowy. Zakazane jest spożywanie posiłków i napojów.
Informacji dotyczących osób pochowanych na kirkucie udziela biuro Gminy Wyznaniowej Żydowskiej przy ul. 3 Maja 7. Informacji o np. miejscu pochówku udziela również opiekun cmentarza, zamieszkujący dom przedpogrzebowy.